# Liste der Biografien/Coll
Liste der Biografien |
Portal Biografien |
Personensuche
# |
A |
B |
C |
D |
E |
F |
G |
H |
I |
J |
K |
L |
M |
N |
O |
P |
Q |
R |
S |
T |
U |
V |
W |
X |
Y |
Z |
?
 
Ca |
Cb |
Cc |
Ce |
Ch |
Ci |
Cj |
Ck |
Cl |
Cm |
Cn |
Co |
Cr |
Cs |
Ct |
Cu |
Cv |
Cw |
Cy |
Cz
 
Coa–Cod |
Coe–Cok |
Col |
Com |
Con |
Coo–Coq |
Cor |
Cos |
Cot |
Cou |
Cov |
Cow |
Cox |
Coy |
Coz
 
Cola |
Colb |
Colc |
Cold |
Cole |
Colf |
Colg |
Colh |
Coli |
Colk |
Coll |
Colm |
Coln |
Colo |
Colp |
Colq |
Colr |
Cols |
Colt |
Colu |
Colv |
Colw |
Coly |
Colz
Die Liste der Biografien führt alle Personen auf, die in der deutschsprachigen Wikipedia einen Artikel haben. Dieses ist eine Teilliste mit 752 Einträgen von Personen, deren Namen mit den Buchstaben „Coll“ beginnt.

## Coll
- Coll Bardolet, Josep (1912–2007), spanischer Kunstmaler
- Coll i Huguet, Ramon (1941–2023), spanischer klassischer Pianist
- Coll Riudavets, Ignacio (* 1987), spanischer Tennisspieler
- Coll y Armengol, Armengol (1859–1918), katholischer Bischof
- Cöll, Bert (* 1948), deutscher Schauspieler, Werbe-, Synchron-, Hörspiel- und Off-Sprecher
- Coll, Cata (* 2001), spanische FußballspielerinCata Coll (* 2001)

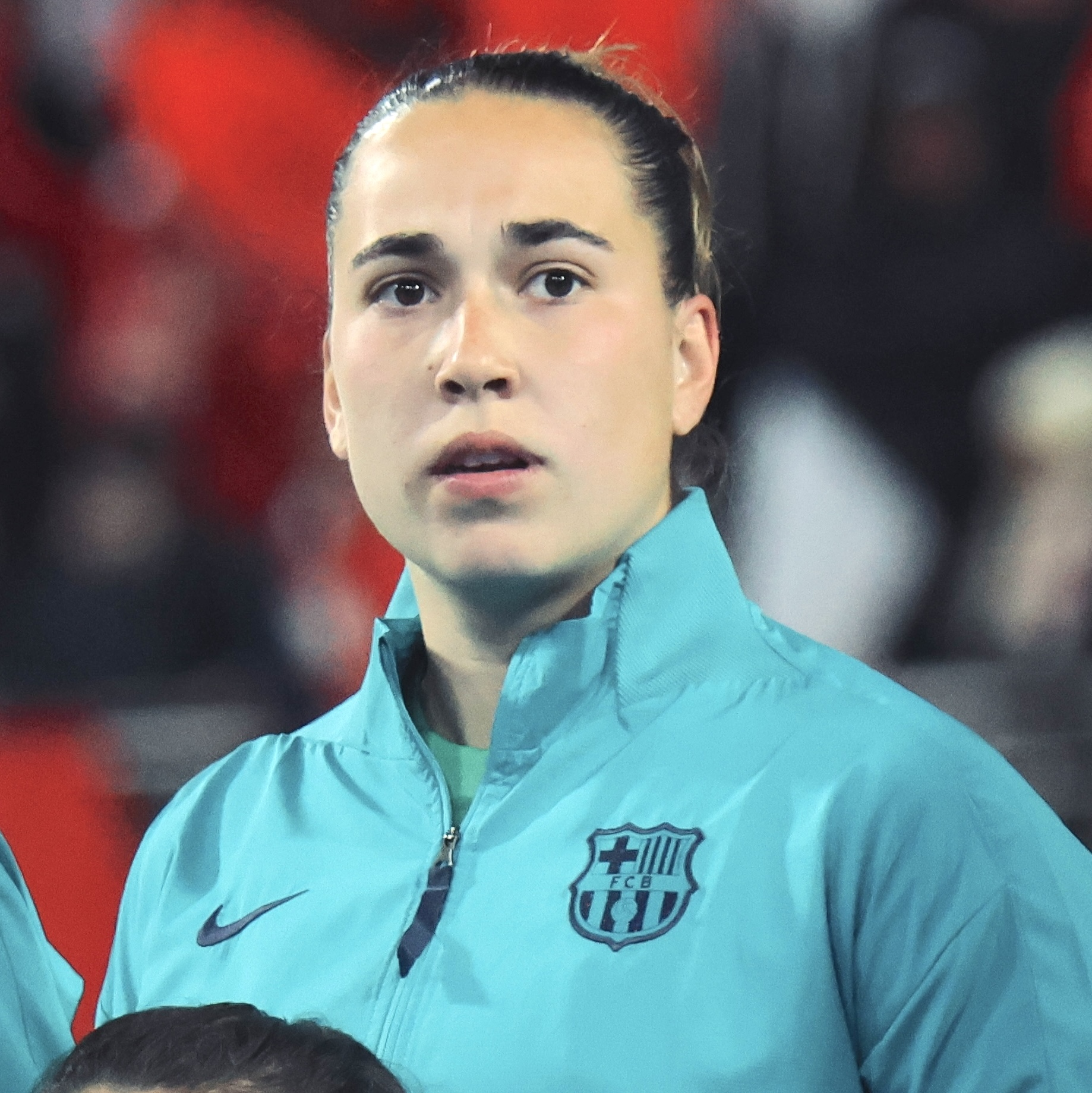
Cata Coll (* 2001)

- Coll, Florencia (* 1959), spanische Malerin und Zeichnerin
- Coll, Francisco (1812–1875), spanischer Ordensgründer und heiliger der römisch-katholischen Kirche
- Coll, Johann Hugo Joseph von (1735–1784), Kanzleidirektor
- Coll, Johann Matthias von (1692–1752), Präsentatus am Reichskammergericht zu Wetzlar
- Coll, Johann Nicolaus Jacob von (1781–1872), Bürgermeister in Zell an der Mosel
- Coll, Luis (1937–2008), spanischer Fußballspieler
- Coll, Mar (* 1981), spanische Drehbuchautorin und Filmregisseurin
- Coll, Marco (1935–2017), kolumbianischer Fußballspieler
- Coll, Mickey (1951–1972), puerto-ricanischer Basketballspieler
- Coll, Niall (* 1963), irischer römisch-katholischer Geistlicher und Bischof von Ossory
- Coll, Óscar (* 1928), argentinischer Fußballspieler
- Coll, Paul (* 1992), neuseeländischer Squashspieler
- Coll, Pep (* 1949), katalanischer Schriftsteller
- Coll, Steve (* 1958), US-amerikanischer Journalist und Sachbuchautor
- Coll, Vincent (1908–1932), irischstämmiger US-amerikanischer Gangster

### Colla
- Colla, Ángel Darío (* 1973), argentinischer Bahn- und Straßenradrennfahrer
- Colla, Herbert E. (1941–2017), deutscher Sozialpädagoge und Hochschullehrer
- Colla, Johnny (* 1952), US-amerikanischer Rockmusiker
- Colla, Marcel (* 1943), belgischer Politiker (SP), MdEP
- Colla, Rolando (* 1957), Schweizer FilmemacherRolando Colla (* 1957)

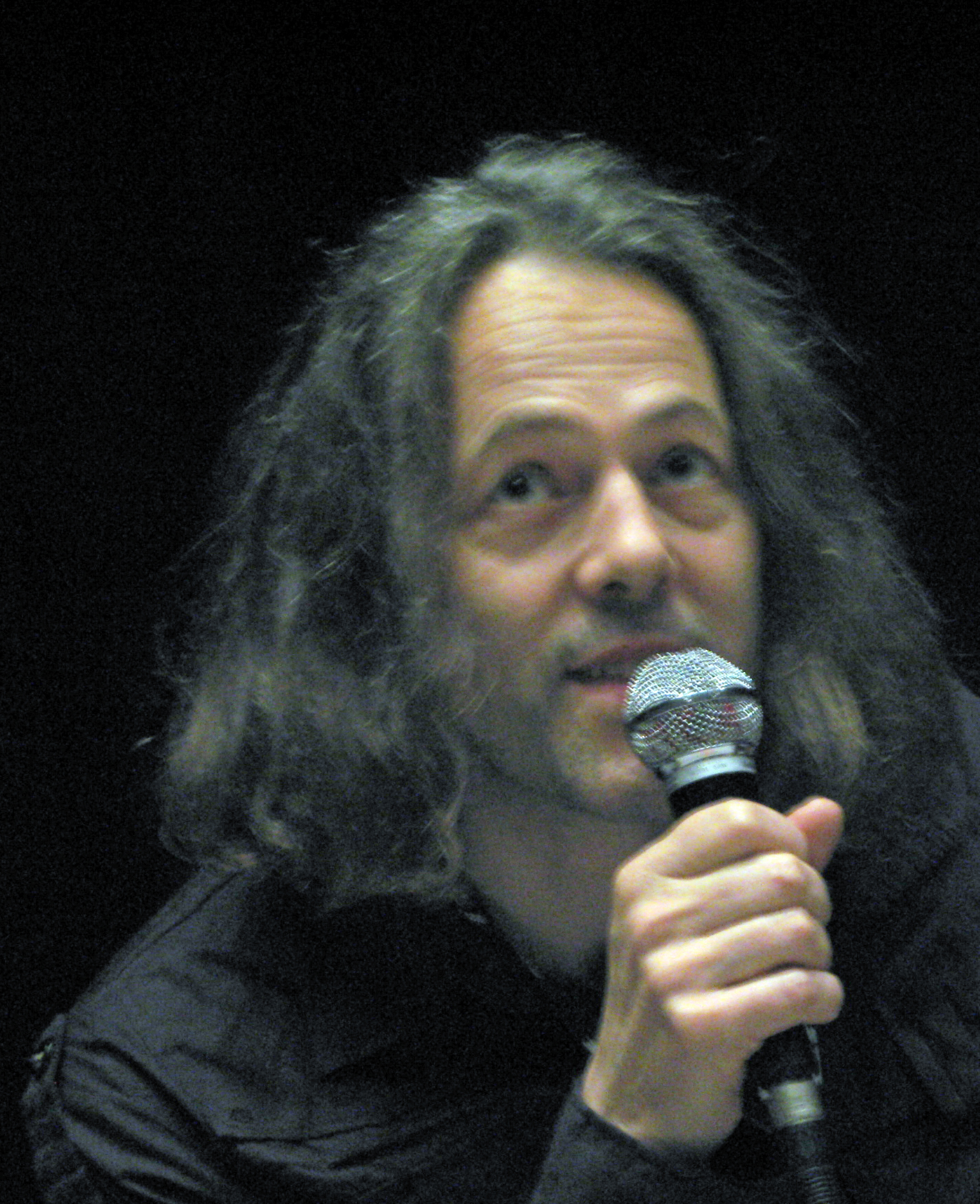
Rolando Colla (* 1957)

- Collaço, Blasco Francisco (* 1931), katholischer Bischof und Diplomat
- Collado López, Carmen (* 1942), kubanische Musikpädagogin und Chorleiterin
- Collado Seidel, Carlos (* 1966), deutsch-spanischer Historiker
- Collado, Adrià (* 1972), spanischer Schauspieler
- Collado, Álex (* 1999), spanischer Fußballspieler
- Colladon, Jean-Daniel (1802–1893), Schweizer Physiker
- Collaert, Jacob (1584–1637), flämischer Freibeuter und Admiral
- Collaery, Bernard (* 1944), australischer Anwalt
- Collalto und San Salvatore, Octavian von (1842–1912), lombardischer Grundbesitzer und K.u.k. Hofbeamter
- Collalto, Rambold XIII. von († 1630), Diplomat und General
- Collamer, Jacob (1792–1865), US-amerikanischer Jurist und Politiker
- Collan, Karl (1828–1871), finnisch-schwedischer Tonsetzer, Schriftsteller und Bibliothekar
- Collande, Gisela von (1915–1960), deutsche Schauspielerin und Hörspielsprecherin
- Collande, Nora von (* 1958), deutsche Schauspielerin
- Collande, Volker von (1913–1990), deutscher Schauspieler, Drehbuchautor und RegisseurVolker von Collande (1913–1990)

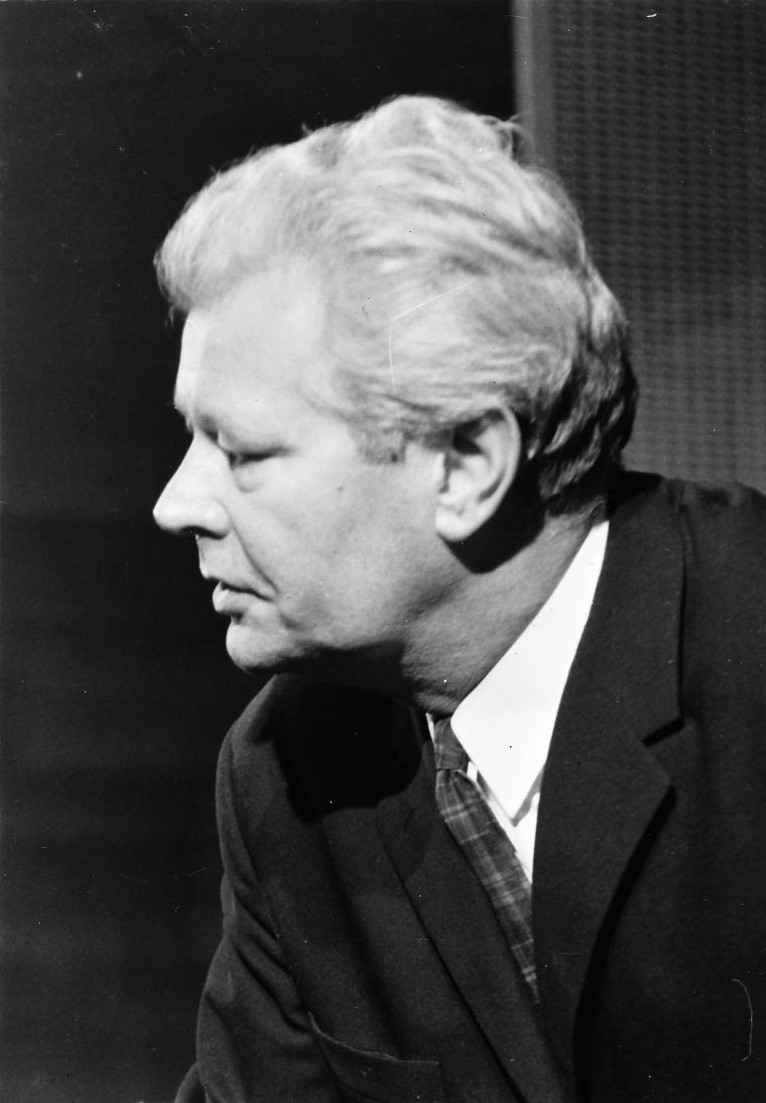
Volker von Collande (1913–1990)

- Collani, Claudia von (* 1951), deutsche katholische Theologin
- Collani, Elart von (1944–2017), deutscher Mathematiker
- Collani, Hans (1908–1944), deutscher Offizier der Waffen-SS
- Collani, Ilse von (* 1909), deutsche Schauspielerin
- Collao, Gonzalo (* 1997), chilenischer Fußballspieler
- Collar Noguera, Pedro (* 1963), paraguayischer Geistlicher, römisch-katholischer Bischof von Ciudad del Este
- Collar, Enrique (* 1934), spanischer Fußballspieler
- Collar, Nigel (* 1946), britischer Ornithologe und Naturschützer
- Collard, britischer Sänger und Rapper
- Collard, Auguste Hippolyte (1812–1893), französischer Fotograf
- Collard, Catherine (1947–1993), französische Pianistin und Musikpädagogin
- Collard, Cyril (1957–1993), französischer Regisseur
- Collard, Emmanuel (* 1971), französischer Automobilrennfahrer
- Collard, Gilbert (* 1948), französischer Politiker, MdEP
- Collard, Henri (1912–1988), belgischer Radrennfahrer
- Collard, Jacob (* 1995), australischer Fußballspieler
- Collard, Kimberly (* 2004), niederländische Eishockeyspielerin
- Collard, Léo (1902–1981), belgischer Politiker
- Collard, Mélodie (* 2003), kanadische Tennisspielerin
- Collard, Michelle (* 1975), kanadische Biathletin
- Collard, Mike (* 2003), niederländischer Eishockeyspieler
- Collard, Tony (* 1961), niederländischer Eishockeyspieler
- Collardi, Boris (* 1974), schweizerisch-italienischer BankmanagerBoris Collardi (* 1974)

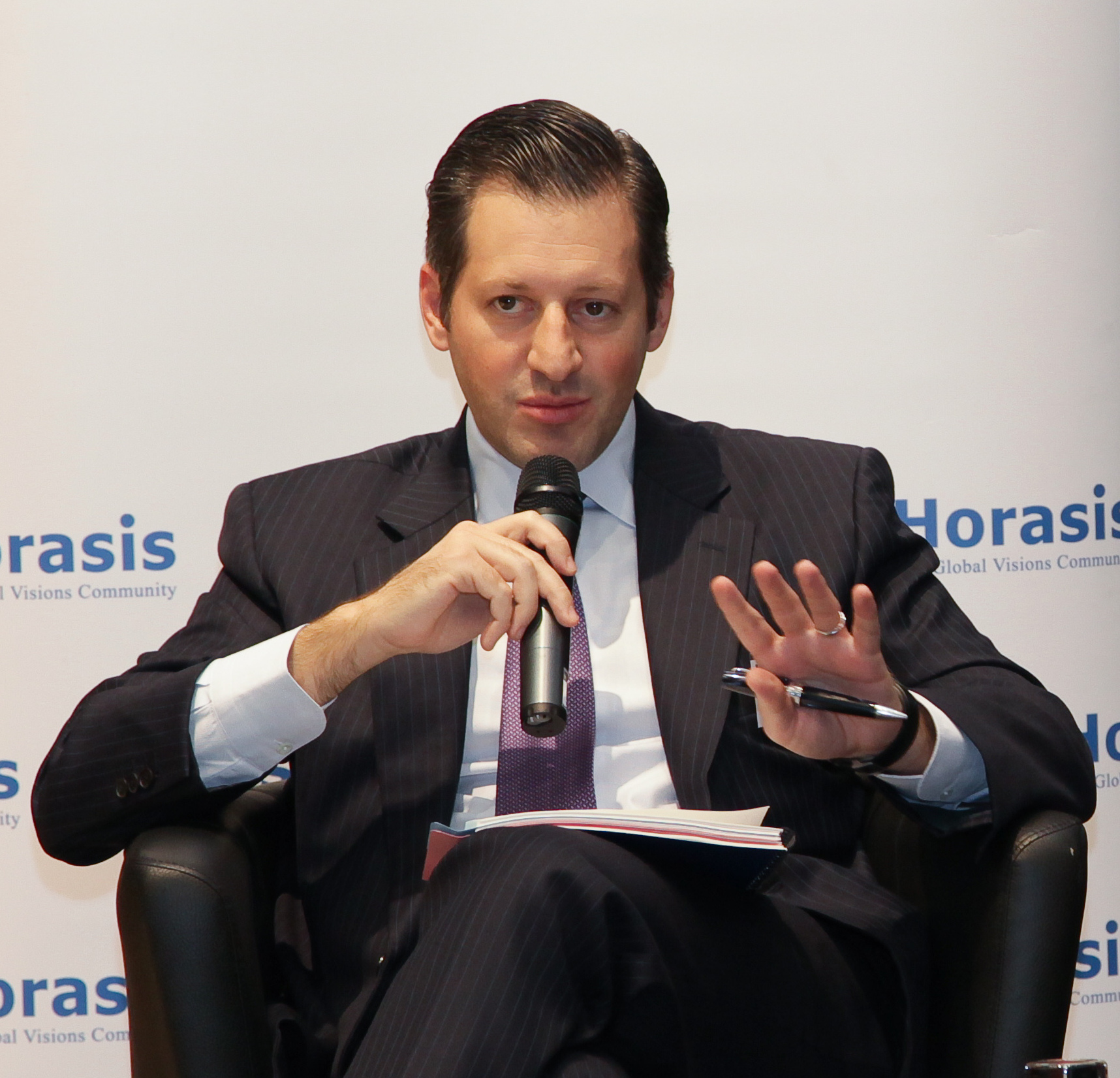
Boris Collardi (* 1974)

- Collardot, Christian (1933–2011), französischer Weitspringer
- Collarini, Andrea (* 1992), US-amerikanisch-argentinischer Tennisspieler
- Collarini, Olivier (* 1863), italienischer Fechter
- Collart, Gérard (1905–1945), belgischer römisch-katholischer Geistlicher, Jesuit und Märtyrer
- Collart, Marie (1842–1911), belgische Malerin
- Collart, Paul (1902–1981), Schweizer Archäologe
- Collas, Achille (1795–1859), französischer Graveur und Mechaniker
- Collas, Berni (1954–2010), belgischer Politiker der Partei für Freiheit und Fortschritt (PFF) bzw
- Collas, Jean (1874–1928), französischer Rugbyspieler
- Collas, Johann Jakob von (1721–1792), preußischer Major und Gutsbesitzer
- Collas, John von (1678–1753), deutsch-französischer Gelehrter, Wissenschaftler, Baumeister und Gutsbesitzer in Ostpreußen
- Collas, Karl von (1869–1940), Ungar deutscher Abstammung, ungarischer Unterstaatssekretär
- Collas, Karlheinz (1931–2003), deutscher Theologe und Generalvikar des Bistums Aachen (1978–1997)
- Collas, Oskar von (1832–1889), preußischer Generalmajor
- Collas, Paul von (1841–1910), preußischer General der Infanterie sowie Gouverneur von Mainz
- Collasse, Pascal († 1709), französischer Komponist
- Collatz, Klaus-Günter (1942–2021), deutscher Zoologe
- Collatz, Lothar (1910–1990), deutscher MathematikerLothar Collatz (1910–1990)

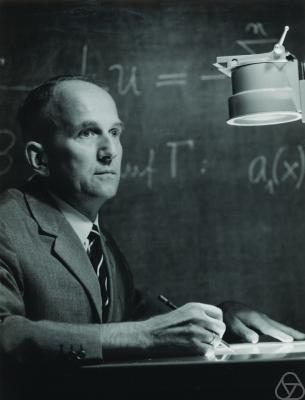
Lothar Collatz (1910–1990)

- Collaud, Thierry (* 1957), römisch-katholischer Theologe und Hochschullehrer
- Collaviti, Paolo (* 1978), italienisch-schweizerischer Fußballtorhüter
- Collavo, Giulia (* 1991), italienische Biathletin
- Collazo Hidalgo-Gato, Niala (* 1983), kubanische Schachspielerin
- Collazo, Luis (* 1981), US-amerikanischer Boxer
- Collazo, Melissa (* 2000), US-amerikanische Schauspielerin
- Collazo, Oscar (* 1997), puerto-ricanischer Boxer im Halbfliegengewicht
- Collazo, Rodolfo (* 1983), uruguayischer Ruderer
- Collazo, William (* 1986), kubanischer Sprinter
- Collazos, Oscar (1942–2015), kolumbianischer Schriftsteller
- Collazuol, Luis Armando (* 1948), argentinischer römisch-katholischer Geistlicher, Bischof von Concordia
- Collazzi Irazábal, Carlos María (* 1947), uruguayischer Ordensgeistlicher, emeritierter römisch-katholischer Bischof von Mercedes

### Collb
- Collberg, Olle (* 1993), schwedischer Telemarker
- Collberg, Sebastian (* 1994), schwedischer Eishockeyspieler

### Colle
- Colle, Alfons (1882–1968), belgischer Gewerkschaftsfunktionär
- Collé, Charles (1709–1783), französischer Dramatiker und Chansonnier
- Colle, Dante (* 1994), amerikanischer Schwulen-PornodarstellerDante Colle (* 1994)

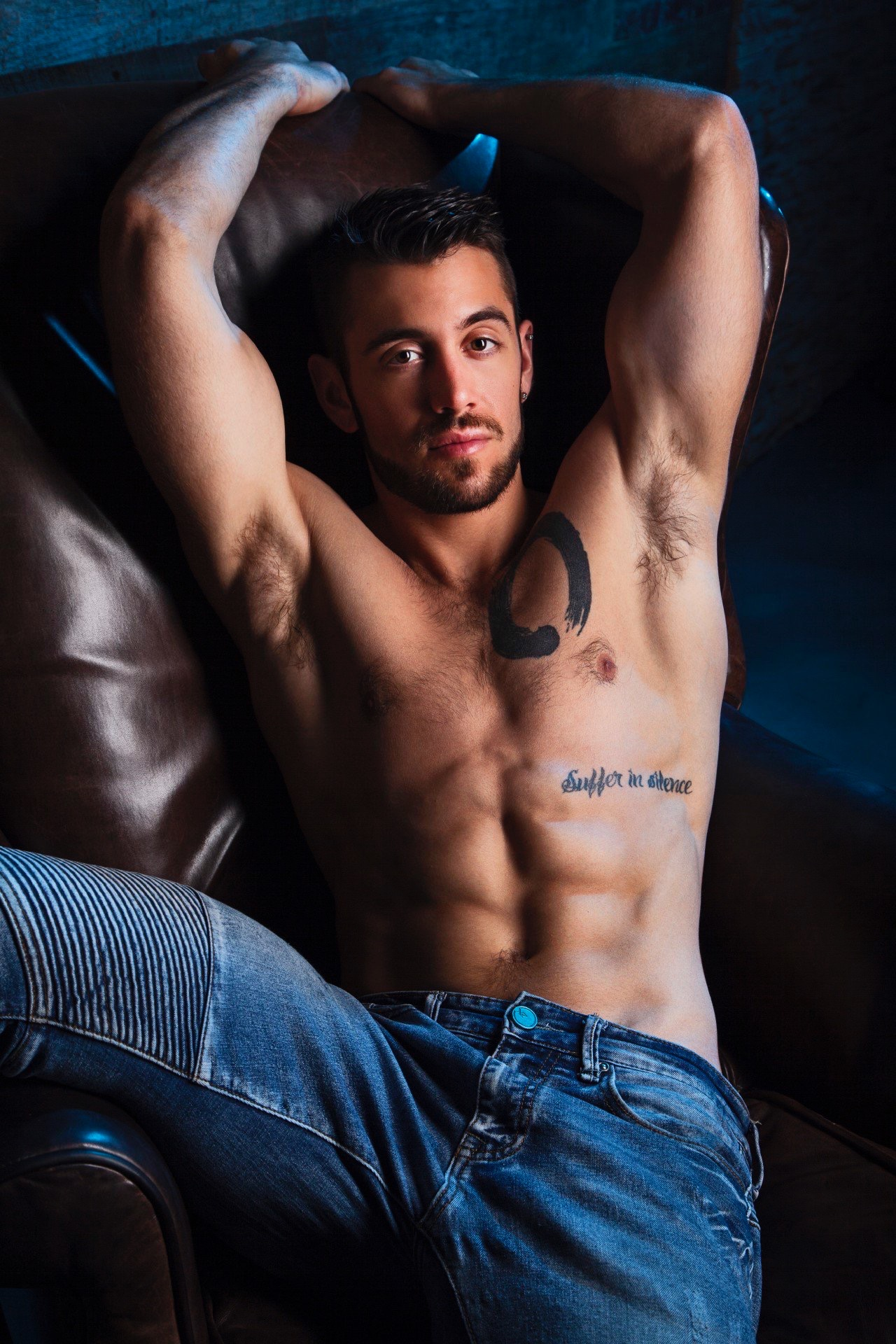
Dante Colle (* 1994)

- Colle, Edgard (1897–1932), belgischer Schachspieler
- Colle, Florence (* 1965), französische Leichtathletin
- Colle, Gaston (1881–1946), belgischer Philosoph und Philosophiehistoriker
- Colle, Josèphe (* 1929), französisch-kanadische Sängerin (Sopran) und Musikpädagogin
- Collé, Marcel (* 1976), deutscher Synchronsprecher, Hörspielsprecher, Synchronregisseur und Dialogbuchautor
- Cölleda, Friedrich von, sächsischer Amtshauptmann
- Colledge, Cecilia (1920–2008), britische Eiskunstläuferin
- Colledge, Daryn (* 1982), US-amerikanischer American-Football-Spieler
- Collein, Edmund (1906–1992), deutscher Architekt
- Collell i Bancells, Jaume (1846–1932), katalanischer Priester, Lyriker, Schriftsteller und Journalist
- Collen, Désiré (* 1943), belgischer Mediziner und Molekularbiologe
- Cöllen, Dieter (* 1953), deutscher Phelloplastiker und Architekturmodellbauer
- Collen, Ferdinand van (1651–1735), holländischer Aristokrat, Advokat, Verwalter und Stadtregent
- Collen, Henry (1797–1879), englischer Maler und Fotograf
- Collen, Lindsey (* 1948), mauritische Schriftstellerin
- Cöllen, Michael (* 1944), deutscher Psychologe, Psychotherapeut und Buchautor
- Collen, Phil (* 1957), britischer Gitarrist und Mitglied der Band Def LeppardPhil Collen (* 1957)

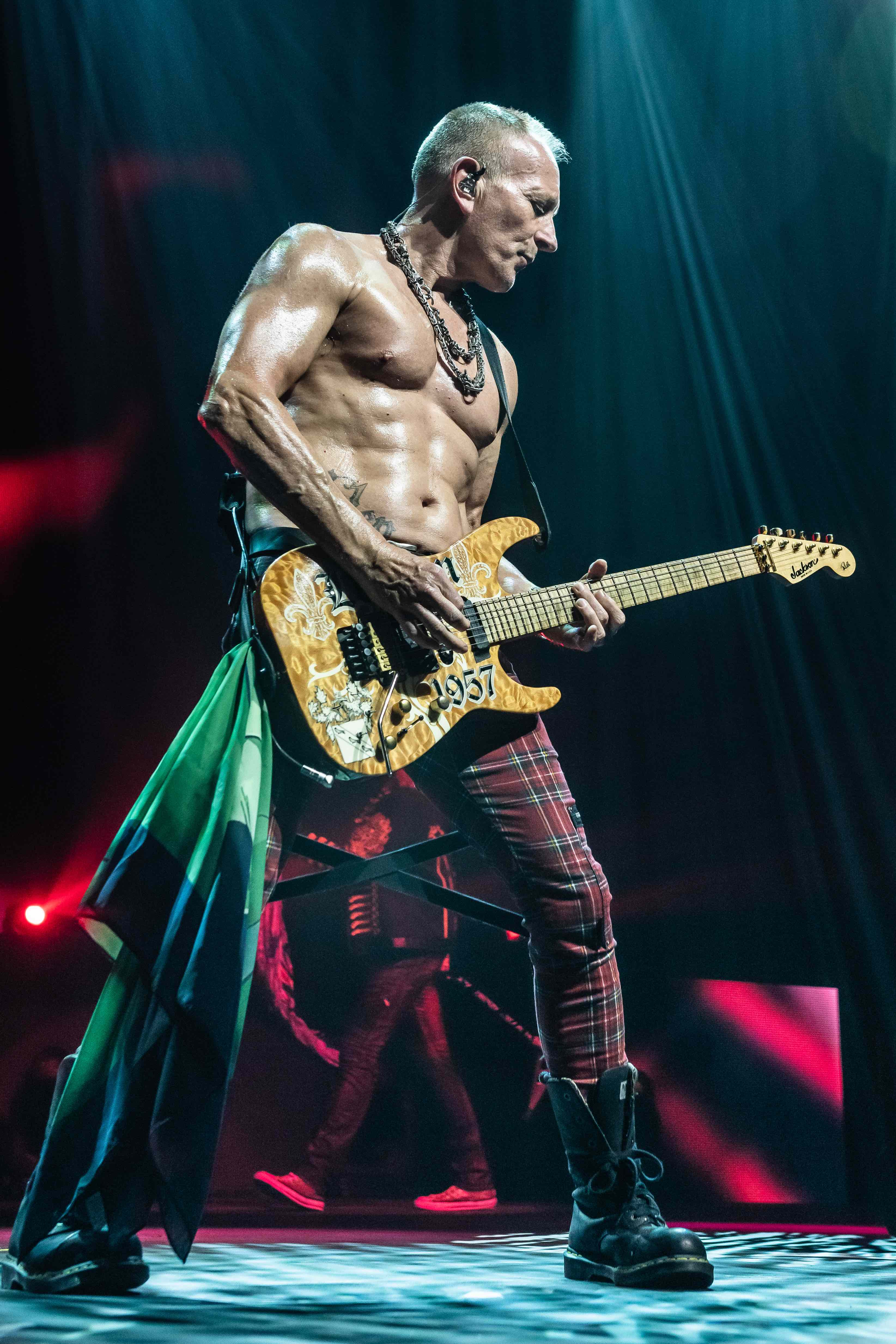
Phil Collen (* 1957)

- Collen, Wilhelm Ferdinand Willink van (1847–1878), niederländischer Maler und Mäzen
- Collenbach, Gabriel von (1773–1840), österreichischer Feldmarschallleutnant
- Collenbach, Heinrich Gabriel von (1706–1790), österreichischer Diplomat und Staatsmann
- Collenberg, Franco (* 1985), Schweizer Eishockeyspieler
- Collenberg-Bödigheim, Albrecht Rüdt von (1845–1909), badischer Richter und Politiker
- Collenberg-Plotnikov, Bernadette (* 1963), deutsche Hochschullehrerin, Professorin für Philosophie
- Collenbusch, Daniel (1759–1841), deutscher Arzt und Schriftsteller
- Collenbusch, Samuel (1724–1803), deutscher Arzt, Biblizist und Vertreter des Pietismus im Rheinland
- Collendavelloo, Ivan Leslie, mauritischer Politiker
- Collens, Brittany (* 1995), US-amerikanische Tennisspielerin
- Collenuccio, Pandolfo (1444–1504), italienischer Humanist und Dichter
- Colleoni, Bartolomeo († 1475), italienischer CondottiereBartolomeo Colleoni († 1475)

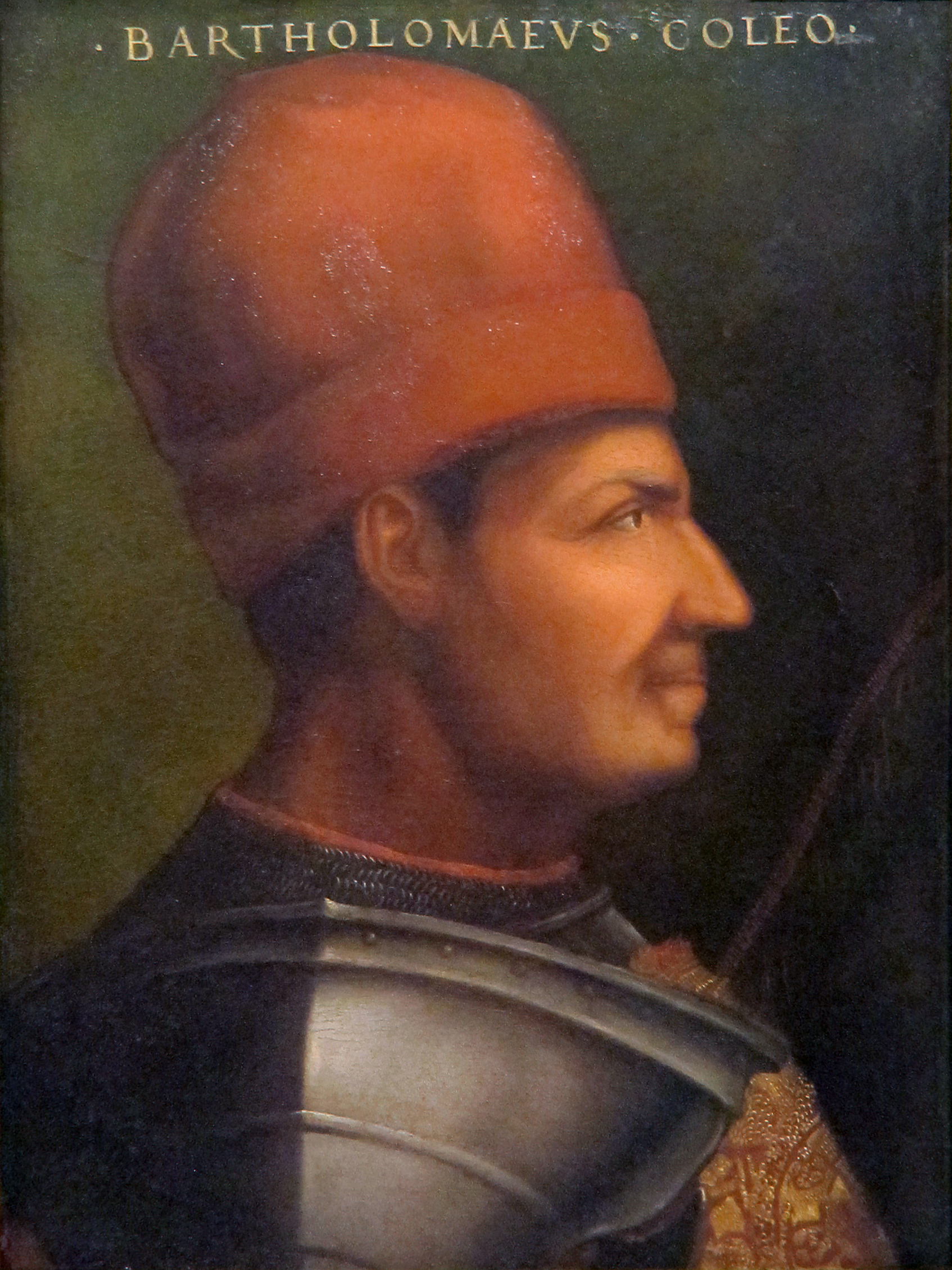
Bartolomeo Colleoni († 1475)

- Coller, Barry S. (* 1945), US-amerikanischer Mediziner und Blutgerinnungsforscher
- Colles, Abraham (1773–1843), irischer Chirurg und Anatom
- Colleselli, Franz (1922–1979), österreichischer Volkskundler
- Collet, André (* 1971), deutscher Langstreckenläufer
- Collet, Bruno (* 1965), französischer Animator und Filmregisseur
- Collet, Cédric (* 1984), französischer Fußballspieler
- Collet, Christopher (* 1968), US-amerikanischer Schauspieler in Film, Fernsehen und Theater
- Collet, Clara (1860–1948), britische Sozialreformerin und Autorin
- Collet, Collet Dobson (1813–1898), englischer Freidenker und Journalist
- Collet, David (1901–1984), britischer Rudersportler
- Collet, Dominik (* 1972), deutscher Historiker
- Collet, Giancarlo (* 1945), katholischer Theologe und Missionswissenschaftler
- Collet, Hugo (1921–1993), deutscher Politiker (SPD), MdB
- Collet, Isabelle (* 1969), französische Informatikerin und Professorin für Erziehungswissenschaften
- Collet, Joseph (* 1871), Landtagsabgeordneter
- Collet, Marcel (1901–1965), französischer Autorennfahrer
- Collet, Merle (* 1986), deutsche Schauspielerin, Moderatorin und Autorin
- Collet, Philippe (* 1963), französischer Stabhochspringer
- Collet, Pierre (1914–1977), französischer Filmschauspieler
- Collet, Pierre (* 1948), französischer Physiker
- Collet, Richard (1890–1933), deutscher Jurist und Landrat
- Collet, Rudolf (* 1958), deutscher Fußballspieler
- Collet, Thibaut (* 1999), französischer Stabhochspringer
- Collet, Vincent (* 1963), französischer Basketballtrainer
- Collet, Wilfred (1856–1929), britischer Kolonialgouverneur
- Collet-Descotils, Hyppolyte-Victor (1773–1815), französischer Naturforscher, Chemiker und Mineraloge
- Collet-Serra, Jaume (* 1974), spanischer Filmregisseur und FilmproduzentJaume Collet-Serra (* 1974)

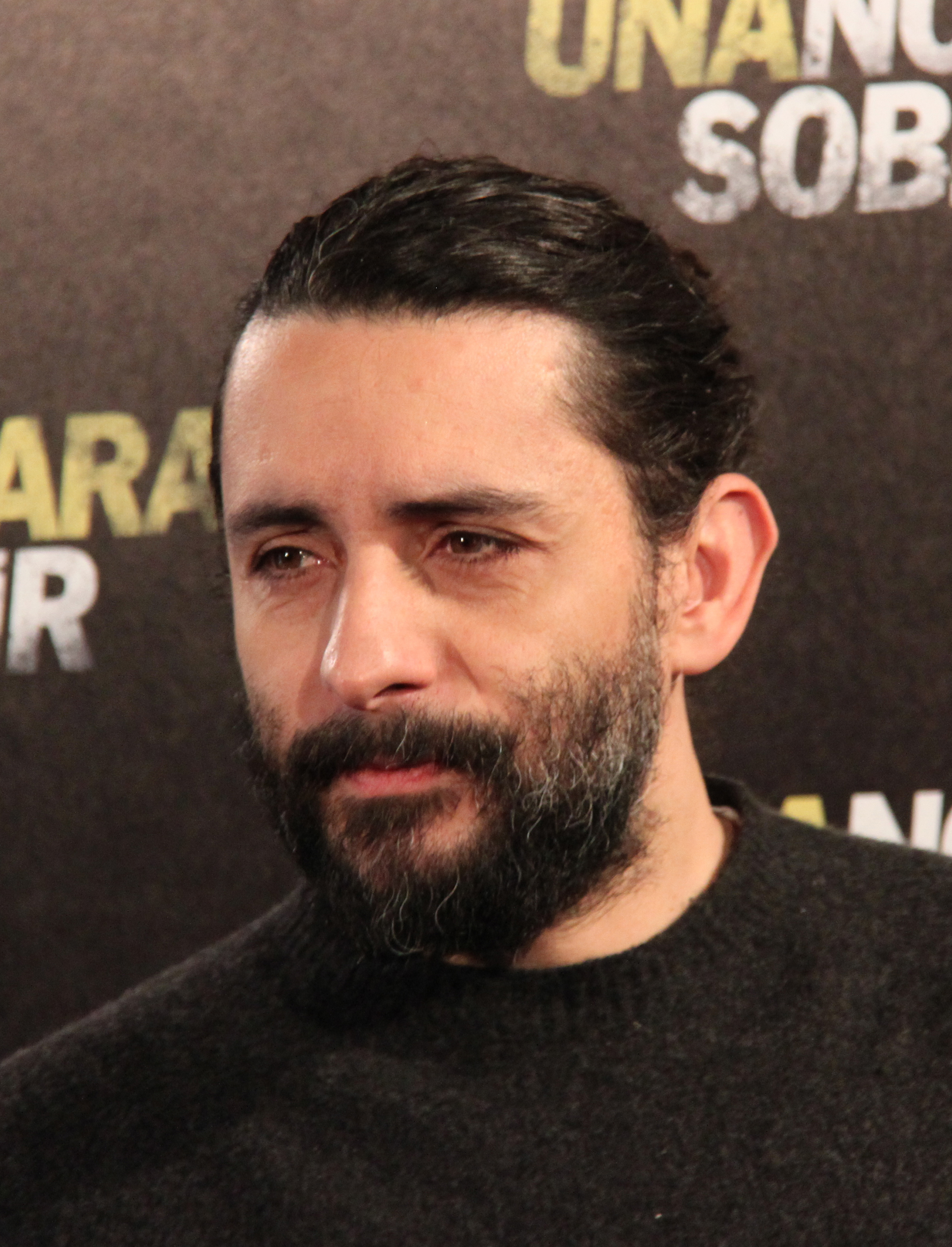
Jaume Collet-Serra (* 1974)

- Colletet, Guillaume (1598–1659), französischer Schriftsteller, Romanist und Literarhistoriker
- Colleton, James, englischer Kolonialgouverneur der Province of Carolina
- Collett Paus, Brita (1917–1998), norwegische Gründerin der Fransiskushilfe und Mitglied von staatlichen Ausschüssen
- Collett, Ben (* 1984), englischer Fußballspieler
- Collett, Camilla (1813–1895), norwegische Schriftstellerin
- Collett, Charles (1871–1952), britischer Eisenbahningenieur
- Collett, Clive Franklyn (1886–1917), neuseeländischer Pilot
- Collett, Ernie (1895–1951), kanadischer Eishockeyspieler
- Collett, Frank († 2016), US-amerikanischer Jazzpianist und Keyboarder
- Collett, Frederik (1839–1914), norwegischer Landschaftsmaler der Düsseldorfer Schule und der Schule von Barbizon
- Collett, Harry (* 2004), britischer Schauspieler
- Collett, Jonas (1772–1851), norwegischer Politiker
- Collett, Laura (* 1989), britische Reiterin
- Collett, Robert (1842–1913), norwegischer Zoologe
- Collett, Wayne (1949–2010), US-amerikanischer Sprinter
- Colletta, Pietro (1775–1831), neapolitanischer Kriegsminister
- Collette, Anne (* 1937), französische Schauspielerin
- Collette, Bruce B. (* 1934), US-amerikanischer Ichthyologe
- Collette, Buddy (1921–2010), US-amerikanischer Jazzmusiker (Tenorsaxophon, Flöte und Klarinette)
- Collette, Dan (1954–2019), US-amerikanischer Jazz- und Studiomusiker (Trompete)
- Collette, Dan (* 1985), luxemburgischer Fußballspieler
- Collette, Dave (* 1978), kanadischer Schauspieler
- Collette, Olivier (* 1973), belgischer Jazzmusiker (Piano, Komposition)
- Collette, Toni (* 1972), australische Schauspielerin und FilmproduzentinToni Collette (* 1972)

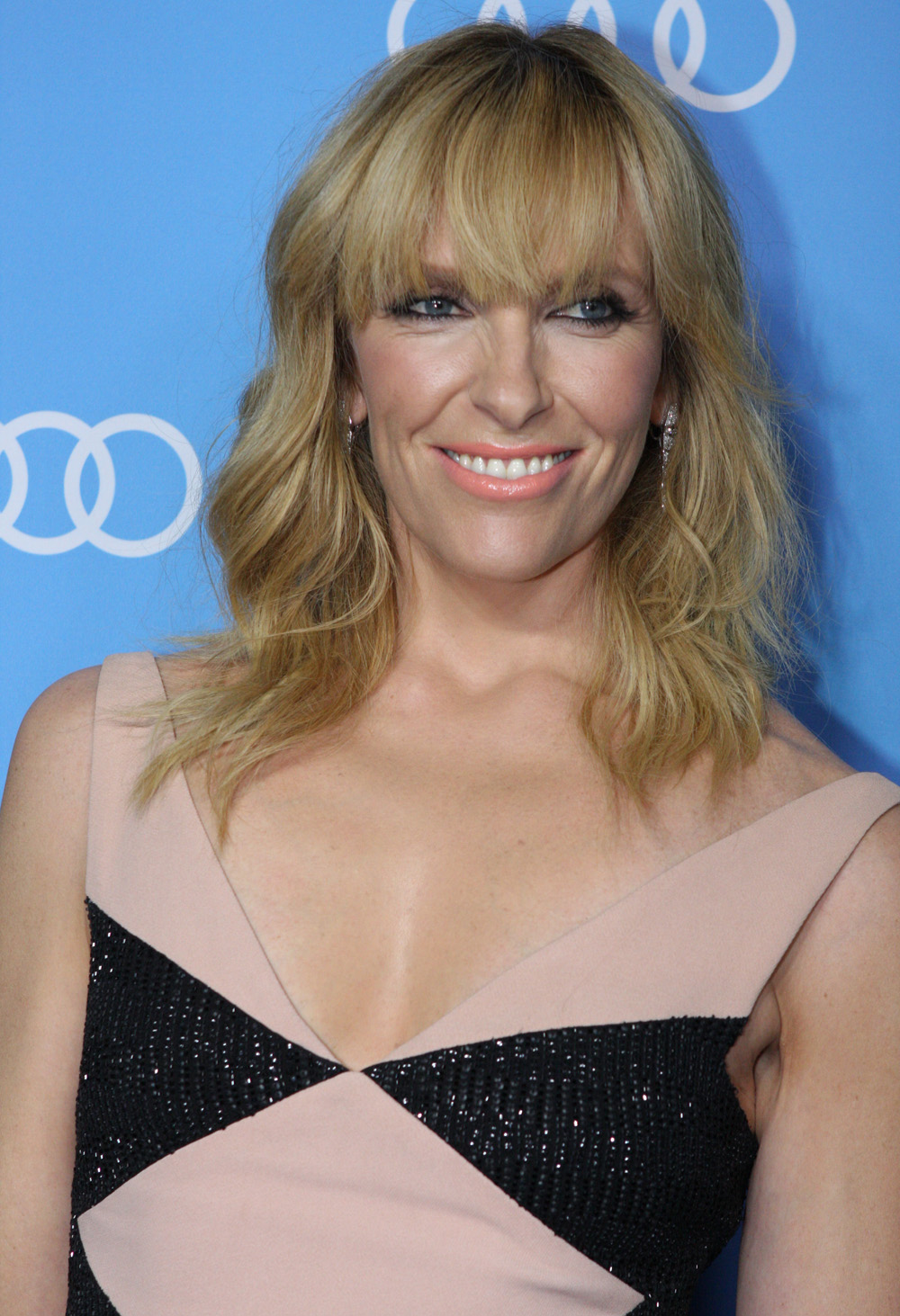
Toni Collette (* 1972)

- Colletti, Lucio (1924–2001), italienischer Philosoph und Politiker
- Colletti, Rob, US-amerikanischer Schauspieler, Drehbuchautor und Filmproduzent
- Colletti, Stephen (* 1986), US-amerikanischer SchauspielerStephen Colletti (* 1986)

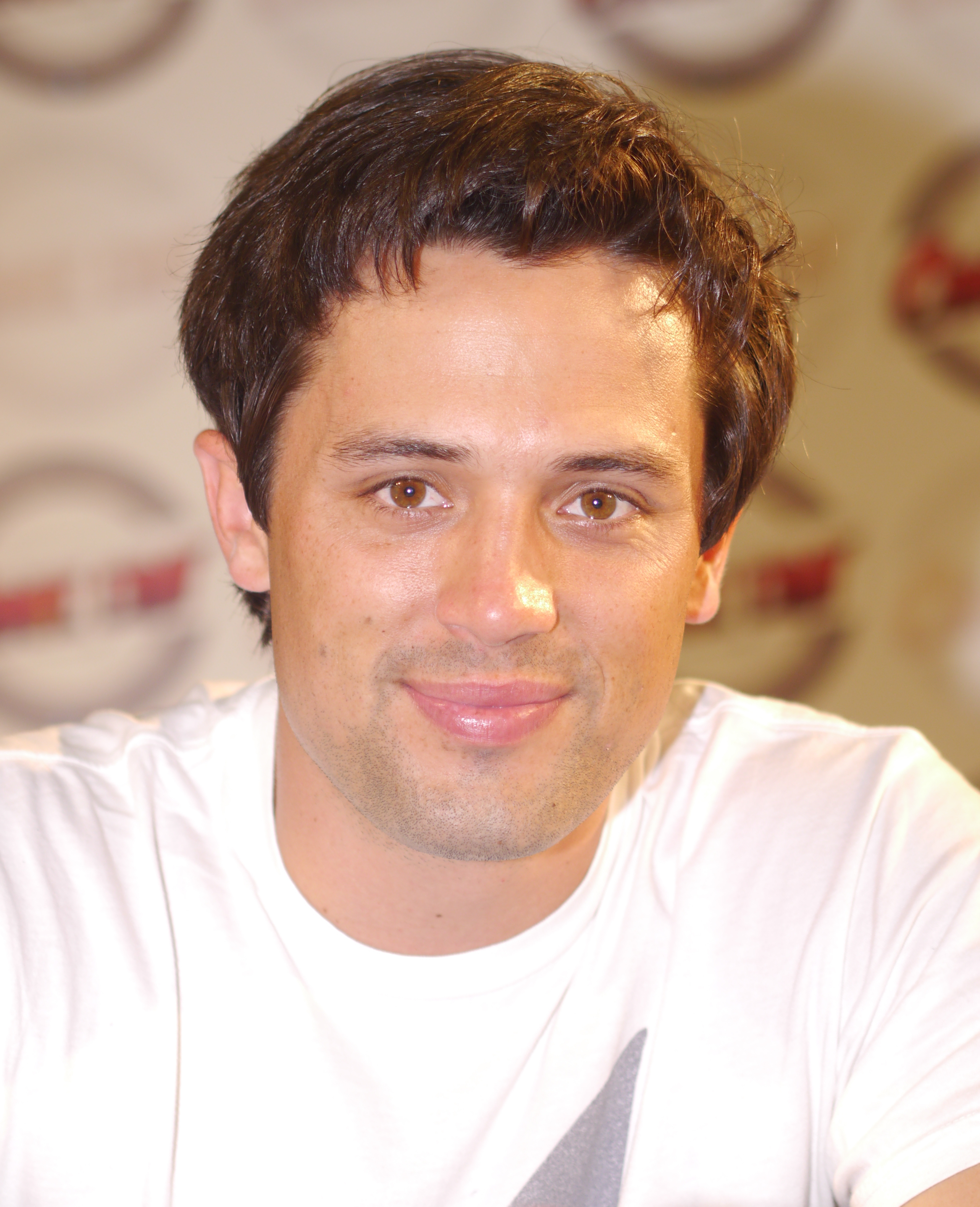
Stephen Colletti (* 1986)

- Colletti, Zoe (* 2001), US-amerikanische Schauspielerin
- Colleu, Marcel (1897–1973), französischer Radrennfahrer
- Collevati, Tito (1891–1941), italienischer Turner
- Colleville, Ludovic de (1855–1918), französischer Beamter, Autor und hoher Funktionär des Vatikans
- Colley, Amadou (* 1962), gambischer Ökonom, Gouverneur der Zentralbank
- Colley, Angela (* 1964), gambische Politikerin und Botschafterin
- Colley, Anne (* 1951), irische Politikerin
- Colley, Binta (* 1997), gambische Fußballspielerin
- Colley, Bora († 2025), gambischer Militäroffizier
- Colley, David († 2023), gambischer Justizbeamter
- Colley, Dixon (1913–2001), gambischer Journalist
- Colley, Don Pedro (1938–2017), US-amerikanischer Schauspieler
- Colley, Ebrima (* 2000), gambischer Fußballspieler
- Colley, Fakebba N. L. (1965–2021), gambischer Politiker
- Colley, George (1925–1983), irischer Politiker
- Colley, George Pomeroy (1835–1881), britischer Generalmajor und Oberbefehlshaber im Ersten Burenkrieg
- Colley, Harry (1891–1972), irischer Politiker
- Colley, Joshua (* 2002), amerikanischer Schauspieler
- Colley, Ken (1937–2025), britischer Schauspieler
- Colley, Lamin (* 1985), gambischer Fußballspieler
- Colley, Mariama (* 1988), gambische Schauspielerin, Radiomoderatorin und Menschenrechtsaktivistin
- Colley, Omar (* 1992), gambischer Fußballspieler
- Colley, Saruba (* 1989), gambische Sprinterin
- Colley, Scott (* 1963), US-amerikanischer Jazzbassist
- Colley, Sebastian (* 1981), deutscher Autor
- Colley, Yankuba (1960–2024), gambischer Politiker

### Colli
- Colli di Felizzano, Giuseppe (1870–1937), italienischer Diplomat
- Colli, Andreas (* 1964), Südtiroler Politiker der Liste JWAAndreas Colli (* 1964)

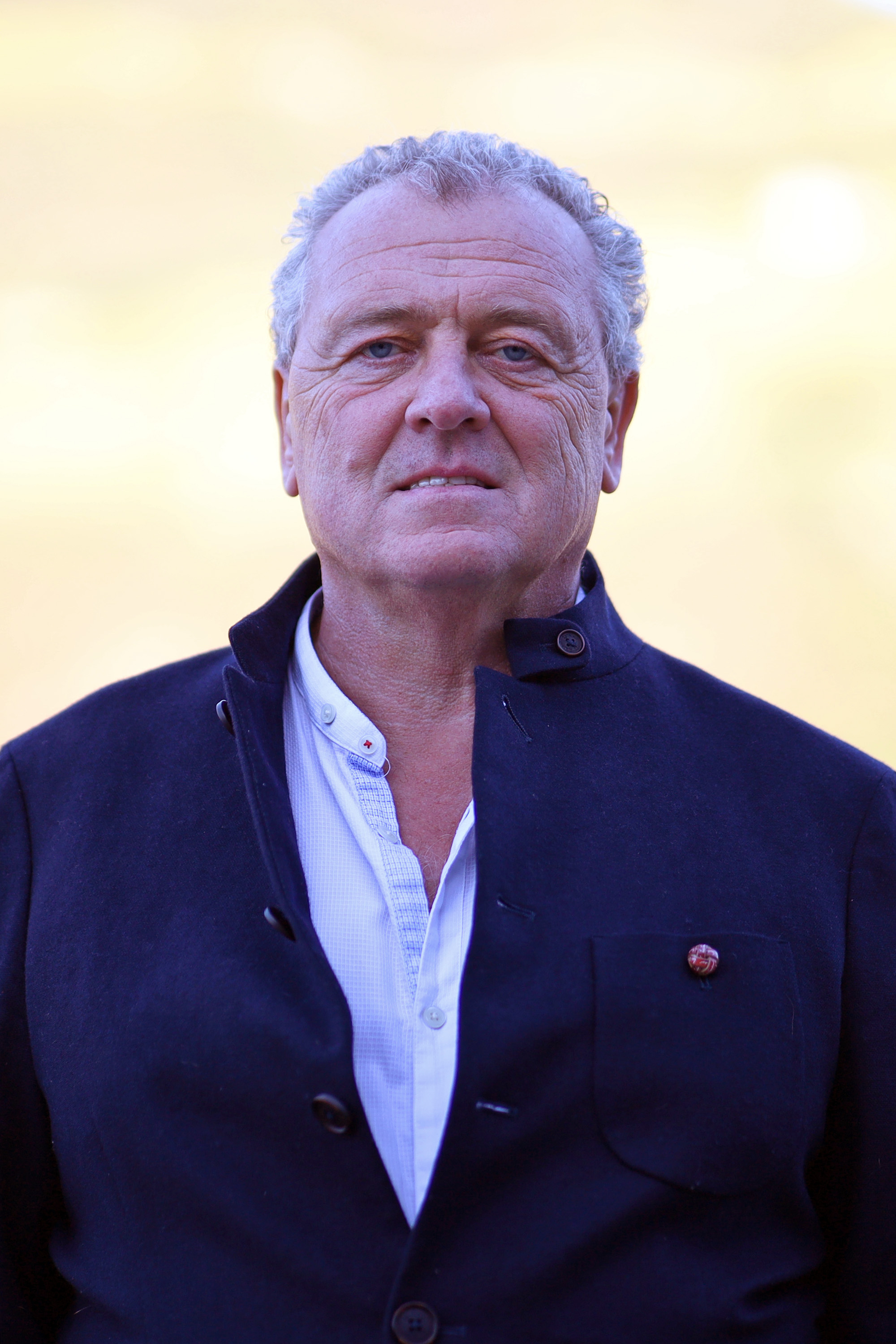
Andreas Colli (* 1964)

- Colli, Dalia (* 1976), italienische Visagistin
- Colli, Daniele (* 1982), italienischer Radrennfahrer
- Colli, Enrico (1896–1982), italienischer Skilangläufer
- Colli, Ernesto (1940–1982), italienischer Schauspieler
- Colli, Frederick Joseph (* 1949), kanadischer Geistlicher und römisch-katholischer Bischof von Thunder Bay
- Colli, Giorgio (1917–1979), italienischer Philosoph und Herausgeber
- Colli, Marco (* 1950), italienischer Film- und Fernsehregisseur sowie Drehbuchautor
- Colli, Ombretta (* 1943), italienische Schauspielerin, Sängerin und Politikerin (Popolo della Libertà), MdEP
- Colli, Vincenzo (1899–1961), italienischer Skilangläufer
- Colli-Ricci, Louis-Léonard Antoine de (1757–1809), französischer Divisionsgeneral der Infanterie italienischer Herkunft

#### Collia
- Colliander, James (* 1967), US-amerikanischer Mathematiker
- Colliander, Niklas (* 1985), finnischer Skilangläufer
- Colliander, Tito (1904–1989), finnlandschwedischer Schriftsteller
- Colliard, Jean-Claude (1946–2014), französischer Jurist, Verwaltungsbeamter und Hochschullehrer
- Colliard, Placide (1876–1920), Schweizer römisch-katholischer Geistlicher und Bischof von Lausanne-Genf
- Colliard, Renée (1933–2022), Schweizer Skirennfahrerin

#### Collie
- Collie Buddz (* 1984), Dancehall- und Reggae-Künstler
- Collie, Alexander (1793–1835), schottischer Arzt, Botaniker und Entdecker
- Collie, Austin (* 1985), kanadischer American-Football-Spieler
- Collie, John Norman (1859–1942), britischer Chemiker, Bergsteiger und Entdecker
- Collie, Mark (* 1956), US-amerikanischer Country-Musiker und FilmschauspielerMark Collie (* 1956)

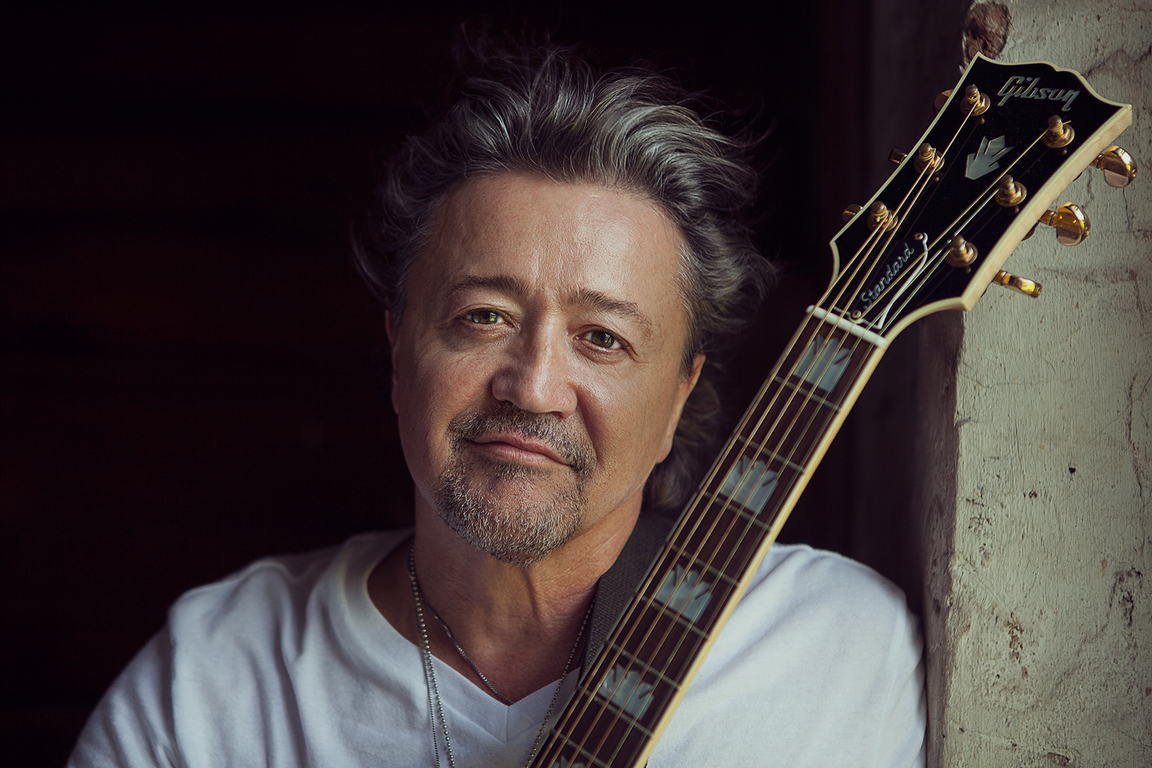
Mark Collie (* 1956)

- Collie, Max (1931–2018), australischer Jazzmusiker
- Collie, Nicole (* 1994), australische Tennisspielerin
- Collie-Minns, Latario (* 1994), bahamaischer Leichtathlet
- Collie-Minns, Lathone (* 1994), bahamaischer Leichtathlet
- Collien, Bernhard (1950–2008), deutscher Verleger und Bildender Künstler
- Collien, Kurt (1907–2002), deutscher Konzertagent und Theaterleiter
- Collier Cameron, Andrew, schottischer Astronom
- Collier, Barbara (* 1940), kanadische Opernsängerin (Sopran)
- Collier, Basil (1908–1983), britischer Autor
- Collier, Charles Fenton (1827–1899), US-amerikanischer Jurist, Politiker und Offizier
- Collier, Charli (* 1999), US-amerikanische Basketballspielerin
- Collier, Charlie (1885–1954), britischer Motorradrennfahrer
- Collier, Cheryl (* 1967), kanadische Politikwissenschaftlerin
- Collier, Constance (1878–1955), britische Schauspielerin
- Collier, David (* 1942), US-amerikanischer Politikwissenschaftler
- Collier, Don (1928–2021), US-amerikanischer Schauspieler
- Collier, Edith (1885–1964), neuseeländische Malerin
- Collier, Elise (* 1998), australische Sportschützin
- Collier, Evert (1642–1708), niederländischer Stillleben-Maler
- Collier, F. S., englischer Badmintonspieler
- Collier, Gary (* 1971), US-amerikanischer Basketballspieler
- Collier, Gerard, 5. Baron Monkswell (1947–2020), britischer Peer und Politiker der Labour Party
- Collier, Graham (1937–2011), britischer Jazzmusiker
- Collier, Harold R. (1915–2006), US-amerikanischer Politiker
- Collier, Henry W. (1801–1855), US-amerikanischer Jurist und Politiker
- Collier, Irwin (* 1951), US-amerikanischer Wirtschaftswissenschaftler und Professor
- Collier, Isaiah (* 1998), US-amerikanischer Jazzmusiker (Tenorsaxophon)
- Collier, Isaiah (* 2004), US-amerikanischer Basketballspieler
- Collier, Jacob (* 1994), britischer Sänger, Arrangeur, Komponist und MultiinstrumentalistJacob Collier (* 1994)

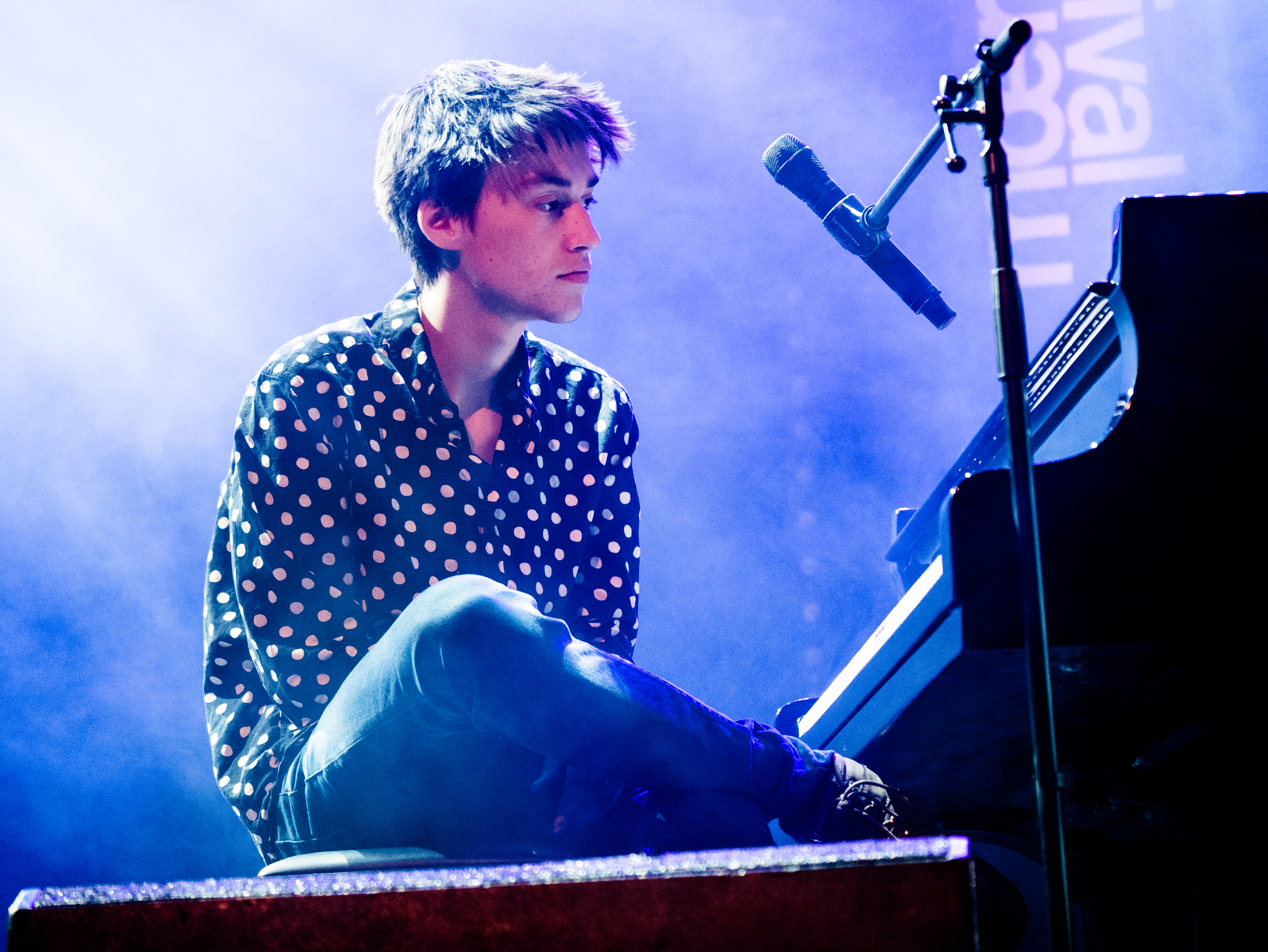
Jacob Collier (* 1994)

- Collier, James Lincoln (* 1928), US-amerikanischer Jazzautor und Kinderbuchautor
- Collier, James William (1872–1933), US-amerikanischer Politiker
- Collier, Jason (1977–2005), US-amerikanischer Basketballspieler
- Collier, Jeanne (* 1946), US-amerikanische Wasserspringerin
- Collier, Jeremy (1650–1726), englischer Geistlicher
- Collier, John (1850–1934), britischer Schriftsteller und Maler
- Collier, John (1884–1968), US-amerikanischer Sozialreformer
- Collier, John (1901–1980), britisch-amerikanischer Schriftsteller
- Collier, John (1907–1984), US-amerikanischer Hürdenläufer
- Collier, John A. (1787–1873), US-amerikanischer Jurist und Politiker
- Collier, John H. (1898–1980), US-amerikanischer Offizier, Generalleutnant der US-Army
- Collier, John Payne (1789–1883), britischer Literaturwissenschaftler
- Collier, Matthew, US-amerikanischer Astronom und Asteroidenentdecker
- Collier, Mitty (* 1941), US-amerikanische Soul- und Gospelsängerin
- Collier, Napheesa (* 1996), US-amerikanische Basketballspielerin
- Collier, Norman (1925–2013), britischer Komiker
- Collier, Paul (* 1949), britischer Wirtschaftswissenschaftler
- Collier, Paul (* 1970), walisischer Snookerschiedsrichter
- Collier, R. John (* 1938), US-amerikanischer Mikrobiologe und Biochemiker
- Collier, Ralph (1919–2010), US-amerikanischer Jazz-Schlagzeuger
- Collier, Robert (1885–1950), US-amerikanischer Autor von Selbsthilfebüchern
- Collier, Ron (1930–2003), kanadischer Jazzposaunist, Komponist und Arrangeur
- Collier, Ryan (* 1991), kanadisch-niederländischer Eishockeyspieler
- Collier, Vanessa (* 1991), US-amerikanische Blues-, Soul-, Funk- und R&B-Saxofonistin, Sängerin und SongwriterinVanessa Collier (* 1991)

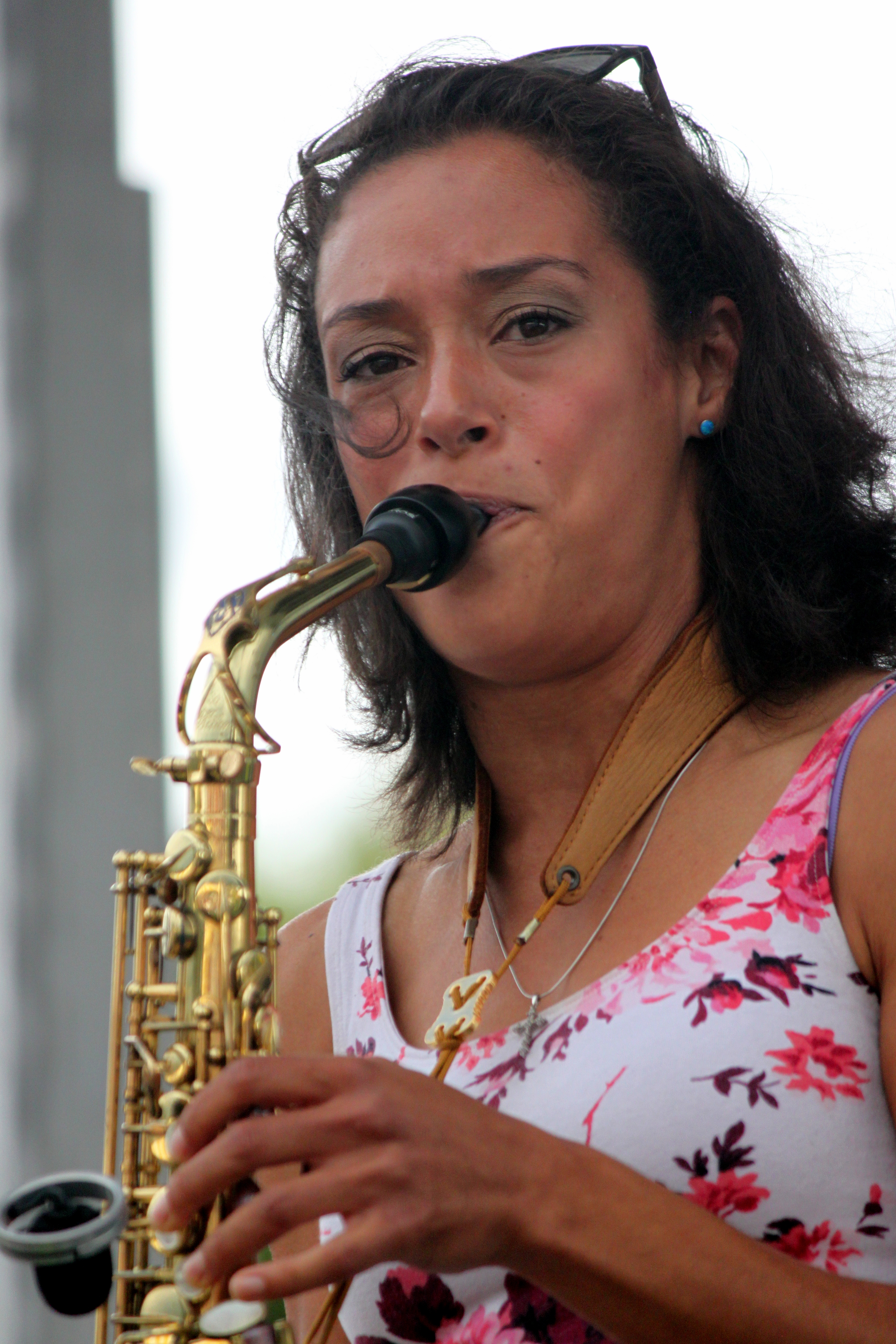
Vanessa Collier (* 1991)

- Collier, Werner (1896–1960), deutsch-niederländischer Mediziner
- Collier, William junior (1902–1987), US-amerikanischer Schauspieler

#### Collig
- Colligan, Ed (* 1961), US-amerikanischer Manager
- Colligan, George (* 1969), US-amerikanischer Jazzpianist und Komponist
- Collignon, Alban (1876–1955), belgischer Sportjournalist und Präsident des Radsport-Weltverbands Union Cycliste Internationale
- Collignon, Charles (* 1877), französischer Degenfechter
- Collignon, Claude Boniface († 1819), französischer Rechtsanwalt und Reformer
- Collignon, Édouard (1831–1913), französischer Ingenieur
- Collignon, Federico, Fußballspieler
- Collignon, François (1610–1687), französischer Zeichner, Radierer, Kupferstecher und Verleger
- Collignon, Frédéric (* 1975), belgischer Tischfußballspieler
- Collignon, Ilse (1913–2003), deutsche Journalistin und Schriftstellerin
- Collignon, Johann Franz von (* 1715), Führer der Preußischen Freibataillone F2 und F4 im Siebenjährigen Krieg
- Collignon, Jules (1915–1944), belgischer römisch-katholischer Geistlicher und Märtyrer
- Collignon, Maxime (1849–1917), französischer Klassischer Archäologe
- Collignon, Médéric (* 1970), französischer Jazzmusiker
- Collignon, Oliver (* 1957), deutscher Architekt und Schauspieler
- Collignon, Raphaël (* 2002), belgischer Tennisspieler
- Collignon, Robert (* 1943), belgischer Politiker und Bürgermeister
- Collignon, Stefan (* 1951), deutscher Volkswirt

#### Collij
- Collijn, Isak (1875–1949), schwedischer Inkunabelforscher und Reichsbibliothekar
- Collijn, Ludvig (1878–1939), schwedischer Schachautor und Schachfunktionär

#### Collin
- Collin de Blamont, François (1690–1760), französischer Komponist
- Collin d’Harleville, Jean-François (1755–1806), französischer Dichter und Dramatiker
- Collin, Alexandra (* 1994), französische Fußballschiedsrichterin
- Collin, Alexandre (1808–1890), französischer Bauingenieur
- Collin, Amanda (* 1986), dänische SchauspielerinAmanda Collin (* 1986)

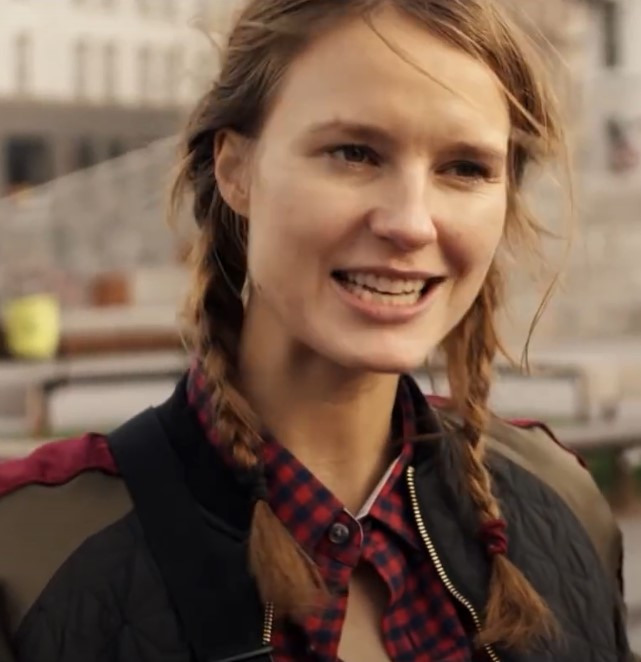
Amanda Collin (* 1986)

- Collin, Annemarie (1913–1992), deutsche Schauspielerin, Synchron- und Hörspielsprecherin
- Collin, Anton (1891–1973), finnischer Skilangläufer und Radrennfahrer
- Collin, Charity (* 1983), deutsche Schauspielerin
- Collin, Daniel (1824–1910), deutscher Buchhändler und Verleger
- Collin, Darja (1902–1967), niederländisch-italienische Tänzerin und Tanzlehrerin
- Collin, Dinah, britische Kostümbildnerin
- Collin, Erich A. (1899–1961), deutschamerikanischer Sänger und der 2. Tenor des Vokalensembles Comedian Harmonists
- Collin, Gustav (1890–1966), schwedischer Schwimmer
- Collin, Heinrich Joseph von (1771–1811), österreichischer Schriftsteller
- Collin, James Edward (1876–1968), britischer Entomologe, spezialisiert auf Zweiflügler (Diptera)
- Collin, John (1928–1987), englischer Schauspieler
- Collin, John F. (1802–1889), US-amerikanischer Politiker
- Collin, Kaisa (* 1997), finnische Fußballspielerin
- Collin, Maren (* 1938), deutsche Leichtathletin
- Collin, Martin (1882–1906), deutscher Violinist
- Collin, Mary (1860–1955), englisch-britische Schuldirektorin und Aktivistin für das Frauenwahlrecht
- Collin, Matthäus von (1779–1824), österreichischer Schriftsteller
- Collin, Maxime (* 1979), kanadischer Schauspieler
- Collin, Nicholas (1746–1831), schwedischer Pfarrer und Amateurwissenschaftler
- Collin, Ottilie (* 1863), Theaterschauspielerin und Sängerin (Sopran)
- Collin, Otto (1904–1988), deutscher Schauspieler
- Collin, Peter (* 1967), deutscher Rechtswissenschaftler
- Collin, Philip (* 1963), US-amerikanischer Autorennfahrer
- Collin, Philipp (* 1990), deutscher Volleyballspieler
- Collin, Philippe (* 1975), französischer Radiomoderator und Journalist
- Collin, Raphaël (1850–1916), französischer Maler und Illustrator
- Collin, Richard Oliver (* 1940), US-amerikanischer Schriftsteller und Hochschullehrer für Politikwissenschaft
- Collin, Romain (* 1979), französischer Fusion- und Jazzmusiker (Piano, Komposition)
- Collin-Langen, Birgit (* 1956), deutsche Politikerin (CDU), MdEP
- Collin-Tobisch, Anna (1836–1902), österreichisch-niederländische Konzertsängerin, Gesangslehrerin und Chorleiterin

##### Collina
- Collina, Giuliano (* 1938), italienischer Maler
- Collina, Pierluigi (* 1960), italienischer FußballschiedsrichterPierluigi Collina (* 1960)

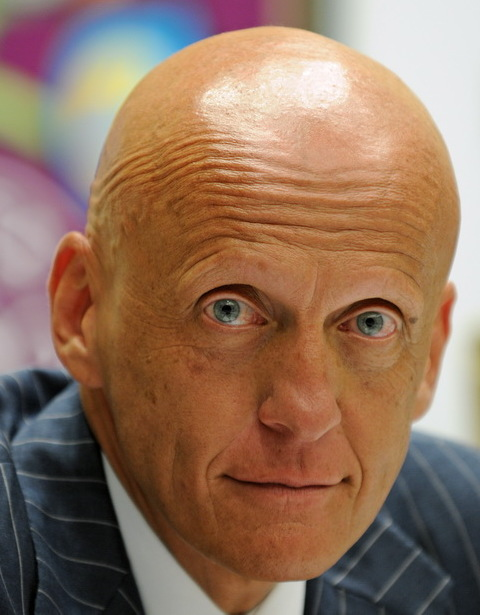
Pierluigi Collina (* 1960)

- Collina, Romeo (* 1953), italienischer Wasserballspieler

##### Collind
- Collinder, Björn (1894–1983), schwedischer Sprachwissenschaftler
- Collinder, Per (1890–1975), schwedischer Astronom

##### Colline
- Collinelli, Andrea (* 1969), italienischer Radsportler
- Collinelli, Sofia (* 2001), italienische Radrennfahrerin
- Collinet, Hans-Dieter (* 1943), deutscher Architekt, Stadtplaner und Baubeamter

##### Colling
- Colling, Emile (1899–1981), luxemburgischer Politiker, Mitglied der Chambre
- Colling, Fabienne (* 1985), belgisch-luxemburgische Unternehmerin und Politikerin
- Colling, João Cláudio (1913–1992), brasilianischer Geistlicher, Erzbischof von Porto Alegre
- Collinge, Patricia (1892–1974), irische Schauspielerin
- Collinge, Ross (* 1944), neuseeländischer Ruderer
- Collingridge, David (1945–2005), britischer Technikforscher
- Collingridge, Vanessa (* 1968), britische Autorin und Hörfunksprecherin
- Collingro, Nils (* 1970), deutscher Basketballspieler
- Collings, Marie (1791–1853), Dame von Sark
- Collings, Pierre (1900–1937), US-amerikanischer Drehbuchautor und Kameramann
- Collingwood, Cuthbert (1826–1908), britischer Naturforscher
- Collingwood, Cuthbert, 1. Baron Collingwood (1750–1810), britischer VizeadmiralCuthbert Collingwood, 1. Baron Collingwood (1750–1810)

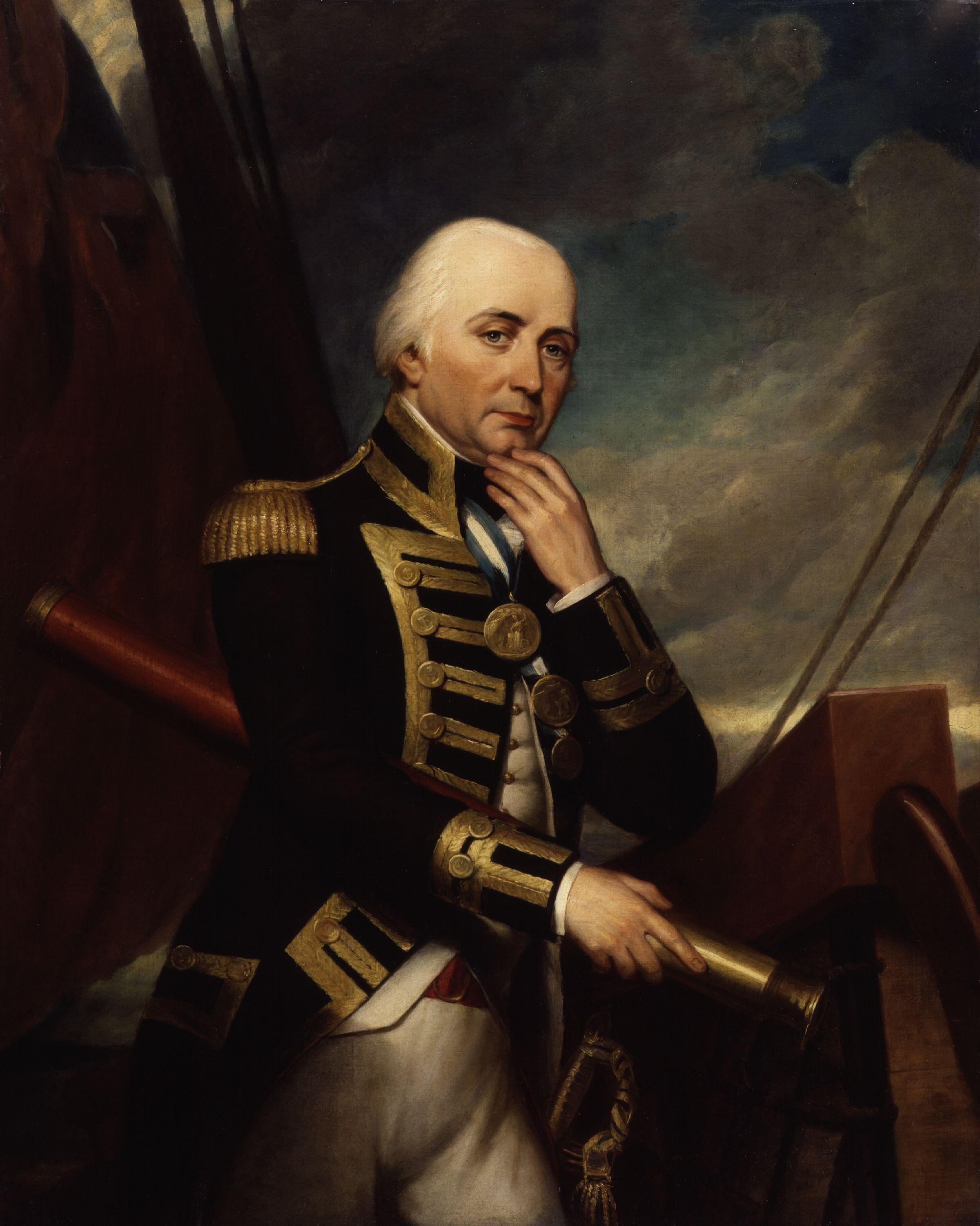
Cuthbert Collingwood, 1. Baron Collingwood (1750–1810)

- Collingwood, Edward (1900–1970), britischer Mathematiker
- Collingwood, Joshua (* 1977), australischer Straßenradrennfahrer
- Collingwood, Monica (1908–1989), US-amerikanische Filmeditorin
- Collingwood, Paul (* 1976), englischer Cricketspieler
- Collingwood, Robin George (1889–1943), britischer Philosoph

##### Collini
- Collini, Adamello (1890–1945), italienischer Bergführer, Hüttenwirt und NS-Opfer
- Collini, André Charles (1921–2003), französischer Geistlicher, Erzbischof von Toulouse
- Collini, Cosimo Alessandro (1727–1806), italienischer Naturhistoriker und Sekretär Voltaires
- Collini, Indra (* 1970), österreichische Politikerin (NEOS)

##### Collino
- Collino, Federico (1892–1975), italienischer Schauspieler
- Collino, Giovanni (* 1954), italienischer Politiker, MdEP
- Collino, Maria Consolata (* 1947), italienische Fechterin
- Collino, Vittorio, italienischer Skispringer

##### Collins

###### Collins B
- Collins Babatunde, Babajide (* 1988), nigerianischer Fußballspieler

###### Collins, A
- Collins, Adela Yarbro (* 1945), Theologin an der Yale University
- Collins, Adrian, südafrikanischer Schauspieler und Theaterregisseur
- Collins, Aíne (* 1969), irische Politikerin (Fine Gael)
- Collins, Alan Stanley (* 1948), britischer Diplomat
- Collins, Albert (1932–1993), US-amerikanischer Blues-Gitarrist und SängerAlbert Collins (1932–1993)

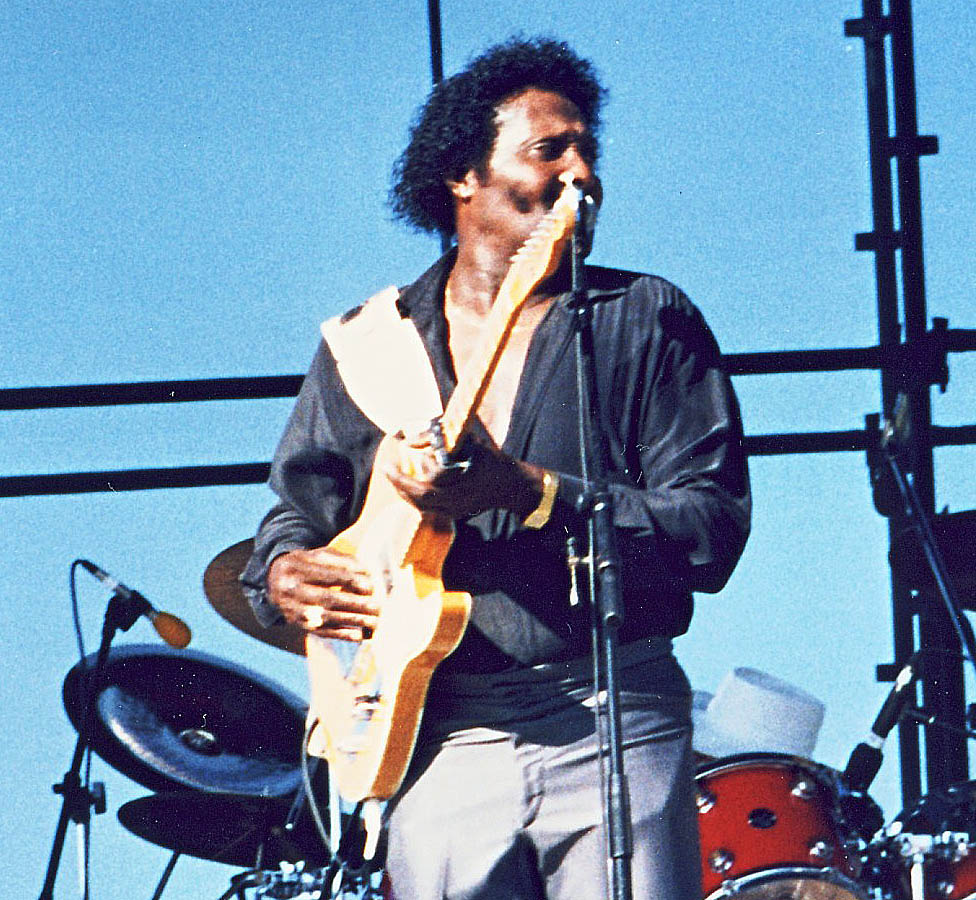
Albert Collins (1932–1993)

- Collins, Ali (* 2000), britische Tennisspielerin
- Collins, Allan (1918–2002), schottischer Fußballspieler
- Collins, Allen (1952–1990), US-amerikanischer Gitarrist
- Collins, Annie, neuseeländische Filmeditorin
- Collins, Anthony (1676–1729), englischer Philosoph
- Collins, Anthony (1893–1963), britischer Filmkomponist
- Collins, Anthony Michael (* 1960), irischer Jurist
- Collins, Arthur A. (1909–1987), US-amerikanischer Unternehmer
- Collins, Arthur J. (* 1931), britischer Diplomat
- Collins, Arthur S. Jr. (1915–1984), US-amerikanischer Offizier, Generalleutnant der US-Army
- Collins, Ava (* 2002), neuseeländische Fußballspielerin

###### Collins, B
- Collins, Barbara-Rose (1939–2021), US-amerikanische Politikerin
- Collins, Barnabas (1836–1901), US-amerikanischer Politiker
- Collins, Barry Francis (1938–2000), australischer Ordensgeistlicher und römisch-katholischer Bischof von Wilcannia-Forbes
- Collins, Ben (* 1975), britischer Automobilrennfahrer
- Collins, Bill (* 1943), kanadischer Eishockeyspieler
- Collins, Bill (* 1950), US-amerikanischer Sprinter
- Collins, Billy (* 1941), US-amerikanischer Schriftsteller
- Collins, Billy junior (1961–1984), US-amerikanischer Boxsportler
- Collins, Bobby (1931–2014), schottischer Fußballspieler und -trainer
- Collins, Bootsy (* 1951), US-amerikanischer BassistBootsy Collins (* 1951)

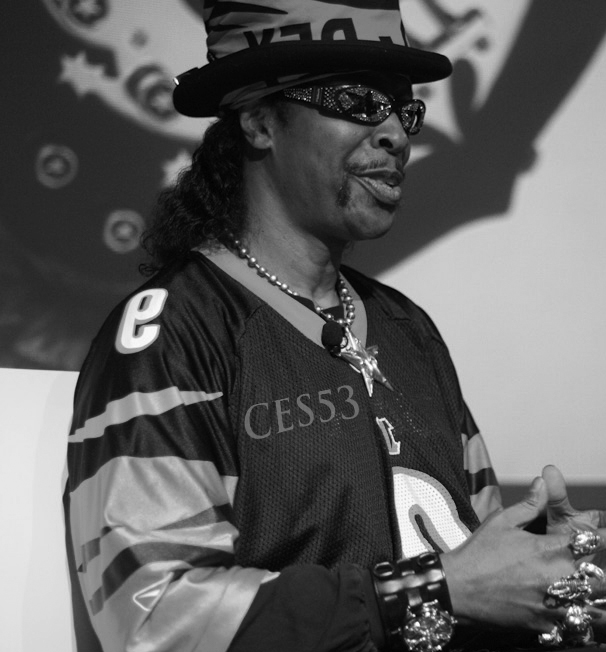
Bootsy Collins (* 1951)

- Collins, Bud (1929–2016), US-amerikanischer Sportjournalist
- Collins, Burt (1931–2007), US-amerikanischer Studio- und Jazz-Musiker (Trompete, Flügelhorn)

###### Collins, C
- Collins, Cal (1933–2001), US-amerikanischer Jazzgitarrist
- Collins, Calvin (* 1974), US-amerikanischer American-Football-Spieler
- Collins, Cardiss (1931–2013), US-amerikanische Politikerin
- Collins, Careena (* 1967), US-amerikanische Pornodarstellerin
- Collins, Catfish (1943–2010), US-amerikanischer Gitarrist
- Collins, Chad Michael (* 1979), US-amerikanischer Schauspieler, Filmproduzent und Synchronsprecher
- Collins, Charles (1773–1845), US-amerikanischer Politiker
- Collins, Charles Allston (1828–1873), britischer Maler und Schriftsteller
- Collins, Charles T. (* 1938), US-amerikanischer Ornithologe
- Collins, Charlie (* 1952), britischer Jazz- und Improvisationsmusiker
- Collins, Chris (* 1950), amerikanischer Politiker
- Collins, Chris (* 1984), US-amerikanischer Eishockeyspieler
- Collins, Christine (* 1969), US-amerikanische Ruderin
- Collins, Christopher (1949–1994), US-amerikanischer Filmschauspieler und Stand-Up-Komiker
- Collins, Claire (* 1996), US-amerikanische Ruderin
- Collins, Clifton junior (* 1970), US-amerikanischer SchauspielerClifton Collins junior (* 1970)

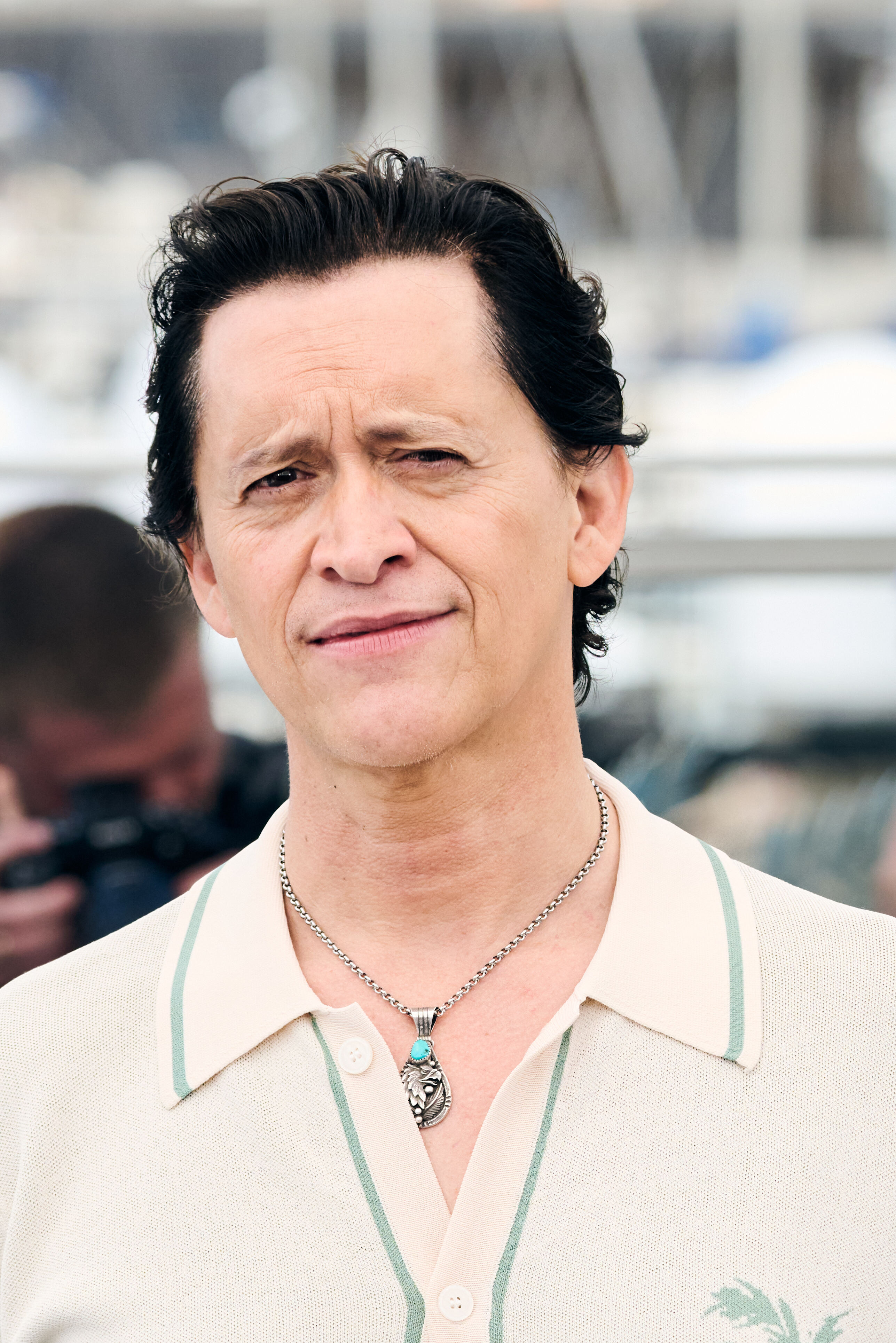
Clifton Collins junior (* 1970)

- Collins, Coleman (* 1986), US-amerikanischer Basketballspieler
- Collins, Cora Sue (1927–2025), US-amerikanische Schauspielerin
- Collins, Corban (* 1994), US-amerikanischer Basketballspieler
- Collins, Corny (* 1933), deutsche Schauspielerin

###### Collins, D
- Collins, Daniel, US-amerikanischer Schauspieler und Kinderdarsteller
- Collins, Daniel (* 1970), australischer Kanute
- Collins, Danielle (* 1993), US-amerikanische TennisspielerinDanielle Collins (* 1993)

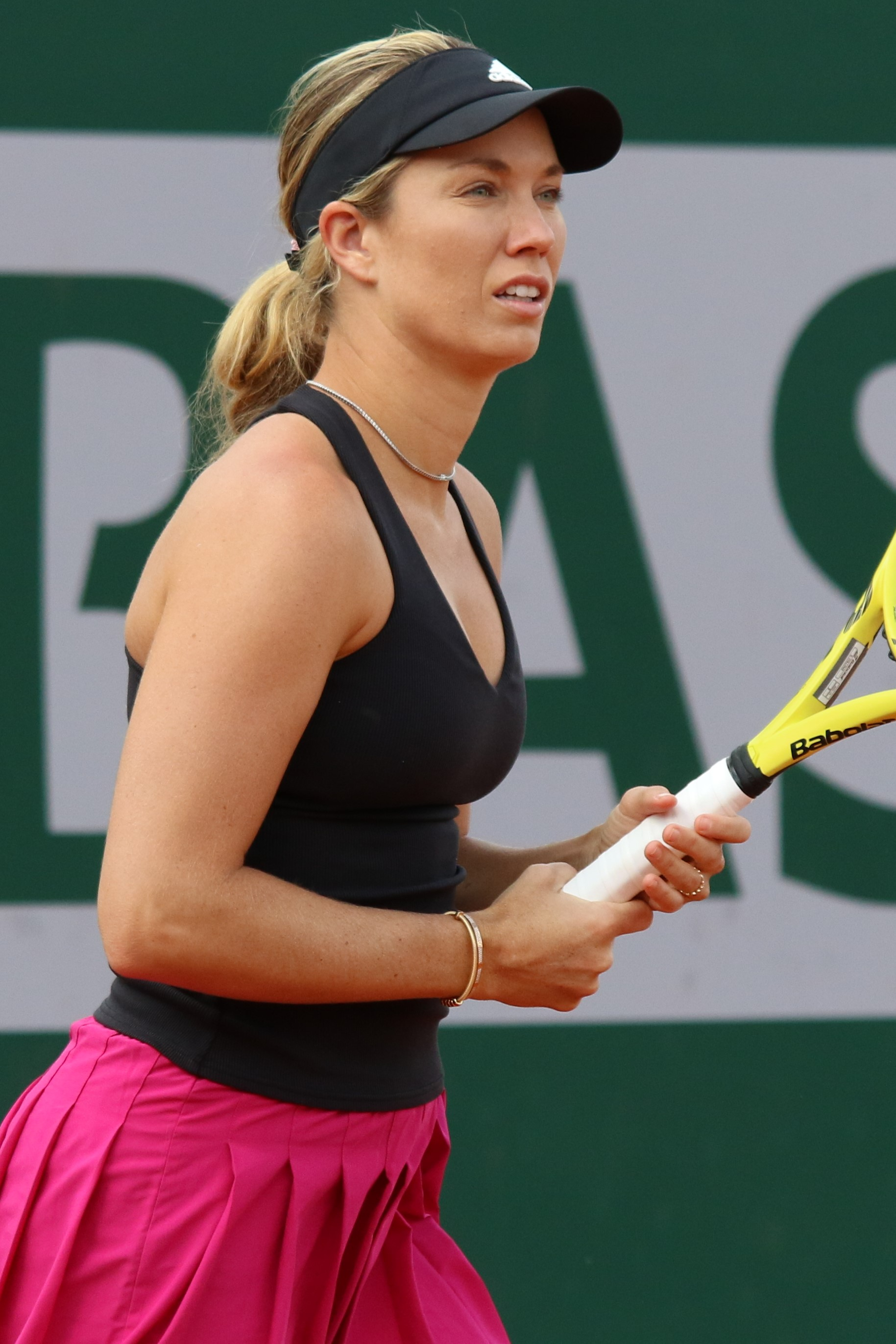
Danielle Collins (* 1993)

- Collins, Danny (* 1980), walisischer Fußballspieler
- Collins, David (1754–1810), britischer Offizier und der erste Vizegouverneur der Kolonie Van-Diemens-Land
- Collins, David (* 1969), US-amerikanischer Ruderer
- Collins, Dean (1917–1984), US-amerikanischer Tänzer, Dozent, Choreograph und Erneuerer des Swing
- Collins, Dean (* 1990), US-amerikanischer Filmschauspieler
- Collins, DeJuan (* 1976), US-amerikanischer Basketballspieler
- Collins, Dennis (* 1951), US-amerikanisch-französischer Musikwissenschaftler
- Collins, Derrick (* 1965), US-amerikanischer Basketballschiedsrichter
- Collins, Dick (1924–2016), US-amerikanischer Jazz-Musiker (Trompete, Kornett, Flügelhorn) und Komponist
- Collins, Dolly (1933–1995), englische Folkmusikerin
- Collins, Don (* 1958), US-amerikanischer Basketballspieler
- Collins, Doug (* 1951), US-amerikanischer Basketballspieler und -trainer
- Collins, Doug (* 1966), US-amerikanischer Politiker (Republikanische Partei)

###### Collins, E
- Collins, Eddie (1883–1940), US-amerikanischer Schauspieler
- Collins, Eddie (1887–1951), US-amerikanischer Baseballspieler und Basketballmanager
- Collins, Edmund (1931–2014), australischer Geistlicher, Bischof von Darwin
- Collins, Eduard (1796–1859), preußischer Generalmajor und Kommandeur der 4. Kavallerie-Brigade
- Collins, Eduard Albert (1791–1840), russischer Mathematiker
- Collins, Edward (1941–2019), irischer Politiker
- Collins, Edwyn (* 1959), schottischer MusikerEdwyn Collins (* 1959)

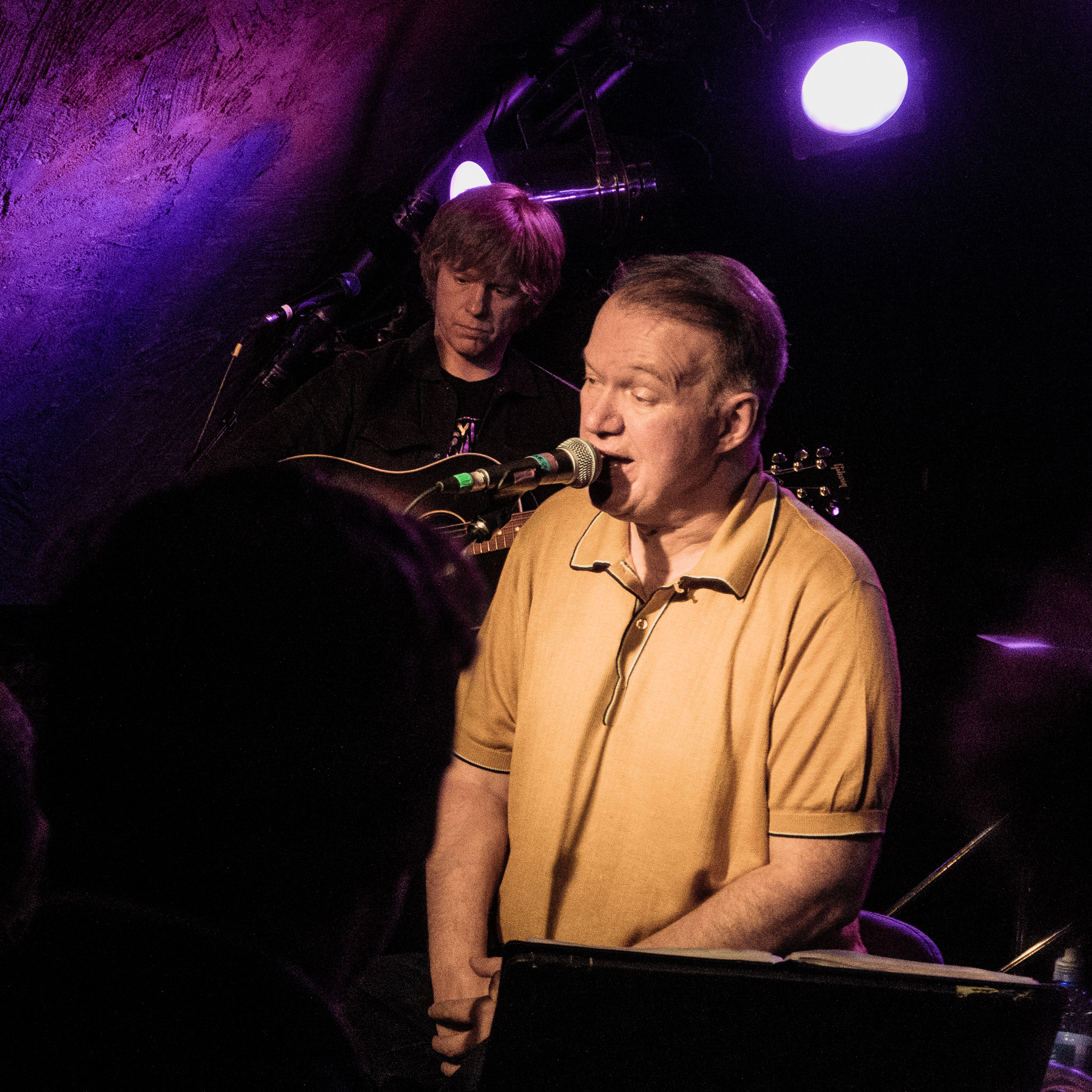
Edwyn Collins (* 1959)

- Collins, Eileen (* 1956), US-amerikanische Astronautin
- Collins, Ela (1786–1848), US-amerikanischer Jurist und Politiker
- Collins, Eleanor (1919–2024), kanadische Jazz- und Gospelsängerin und Fernsehmoderatorin
- Collins, Elmer (1887–1982), US-amerikanischer Bahnradsportler
- Collins, Eoin (* 1968), irischer Tennisspieler
- Collins, Erroll (1906–1991), britische Science-Fiction-Autorin

###### Collins, F
- Collins, Francis (* 1950), US-amerikanischer GenetikerFrancis Collins (* 1950)

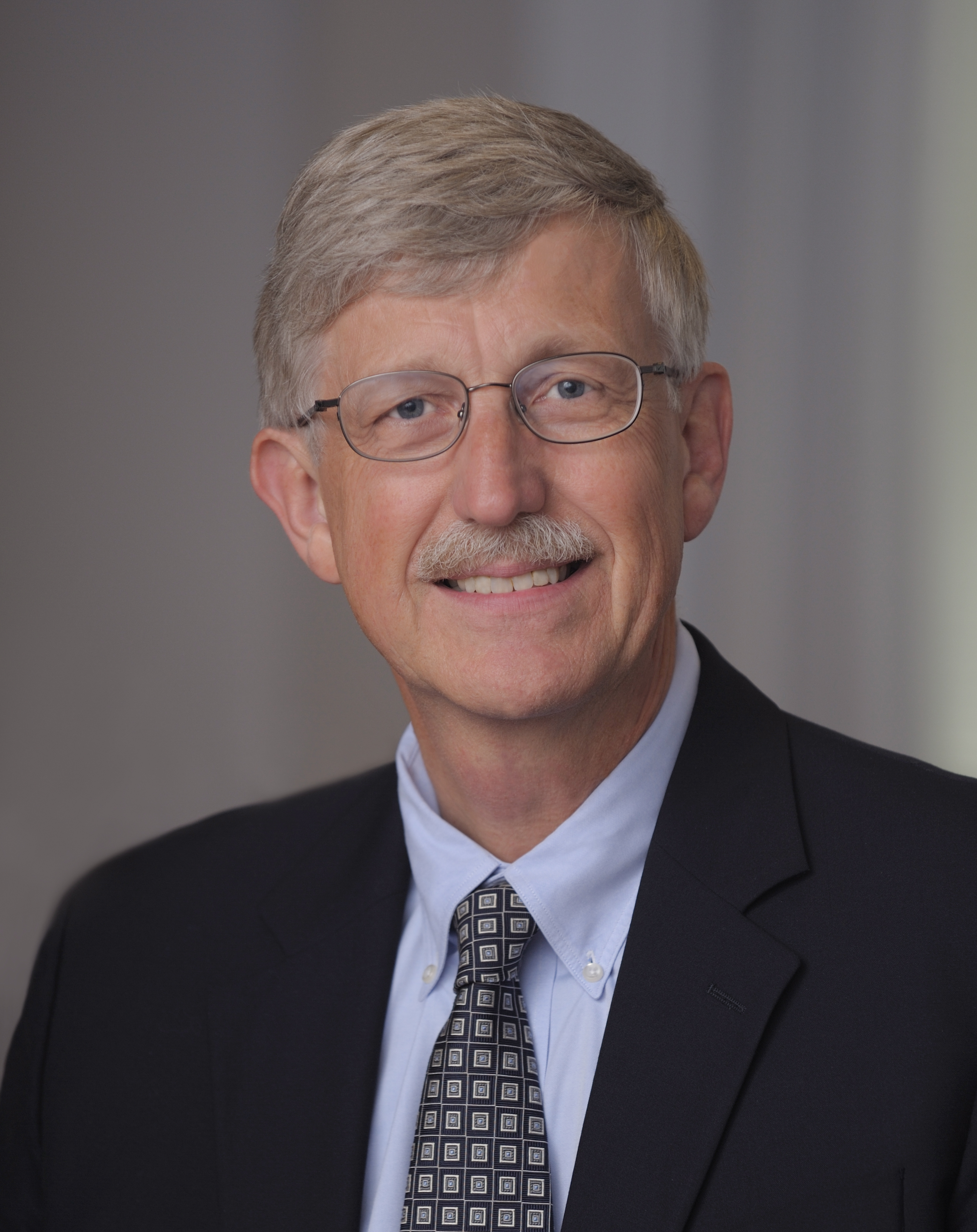
Francis Collins (* 1950)

- Collins, Francis Dolan (1841–1891), US-amerikanischer Politiker
- Collins, Fredderik (* 1964), deutscher Schauspieler für TV und Film, Regisseur und Filmproduzent
- Collins, Frederick (1869–1952), US-amerikanischer Erfinder und Autor

###### Collins, G
- Collins, G. Pat (1895–1959), US-amerikanischer Schauspieler
- Collins, Gary, US-amerikanisch-österreichischer Basketballspieler
- Collins, Gary (1938–2012), US-amerikanischer Schauspieler und Fernsehmoderator
- Collins, Gary (* 1940), US-amerikanischer Footballspieler
- Collins, Gene (1932–2015), US-amerikanischer Schauspieler
- Collins, Georg Ludwig (1763–1814), deutscher evangelischer Geistlicher
- Collins, George W. (1925–1972), US-amerikanischer Politiker
- Collins, Gerard (* 1938), irischer Politiker, MdEP
- Collins, Glenda (* 1943), britische Sängerin
- Collins, Godfrey (1875–1936), britischer Politiker, Abgeordneter des House of Commons, Minister für Schottland
- Collins, Greg (* 1986), US-amerikanischer Eishockeyspieler
- Collins, Gregory (* 1960), nordirischer Ordensgeistlicher und Abt der Dormitio-Abtei

###### Collins, H
- Collins, Hannah (* 1956), britische Künstlerin, Fotografin, Filmemacherin und Hochschullehrerin
- Collins, Harry J. (1895–1963), US-amerikanischer Generalmajor
- Collins, Howard (1930–2015), US-amerikanischer Jazz- und Studiomusiker (Gitarre, Banjo)

###### Collins, I
- Collins, Ian (1903–1975), schottischer Tennis- und Cricket-Spieler

###### Collins, J
- Collins, J. Lawton (1896–1987), US-amerikanischer General; Korpskommandeur im Zweiten Weltkrieg; Chief of Staff of the Army (1949–1953)
- Collins, Jackie (1937–2015), britisch-US-amerikanische Schriftstellerin und SchauspielerinJackie Collins (1937–2015)

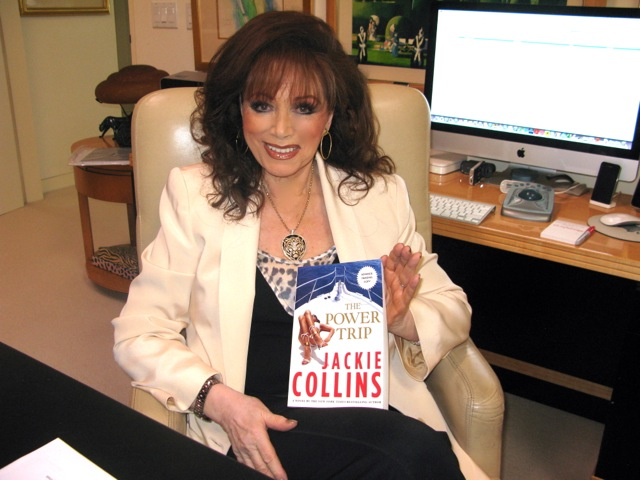
Jackie Collins (1937–2015)

- Collins, Jackson (* 1998), australischer Kanute
- Collins, Jaime (1921–2002), irischer Ordensgeistlicher, römisch-katholischer Bischof von Miracema do Tocantins
- Collins, Jalen (* 1993), US-amerikanischer American-Football-Spieler
- Collins, James (1900–1967), irischer Politiker (Fianna Fáil)
- Collins, James (* 1939), britisch-US-amerikanischer Fotograf
- Collins, James (* 1983), walisischer Fußballspieler
- Collins, James (* 1990), irischer Fußballnationalspieler
- Collins, James F. (1905–1989), US-amerikanischer Offizier, General der US-Army
- Collins, James Franklin (* 1939), US-amerikanischer Diplomat, Botschafter in der Russischen Föderation
- Collins, James J. (* 1965), US-amerikanischer Mediziningenieur
- Collins, James Lawton (1882–1963), US-amerikanischer Major General
- Collins, James M. (1916–1989), US-amerikanischer Politiker
- Collins, Jamie (* 1989), US-amerikanischer American-Football-Spieler
- Collins, Jamilu (* 1994), nigerianischer Fußballspieler
- Collins, Jane (* 1962), britische Politikerin (UKIP), MdEP
- Collins, Jarron (* 1978), US-amerikanischer Basketballspieler
- Collins, Jason (* 1978), US-amerikanischer Basketballspieler
- Collins, Jazzbeaux (1909–1997), US-amerikanischer Discjockey
- Collins, Jerry (1980–2015), neuseeländischer Rugby-Union-Spieler
- Collins, Jessica (* 1971), US-amerikanische SchauspielerinJessica Collins (* 1971)

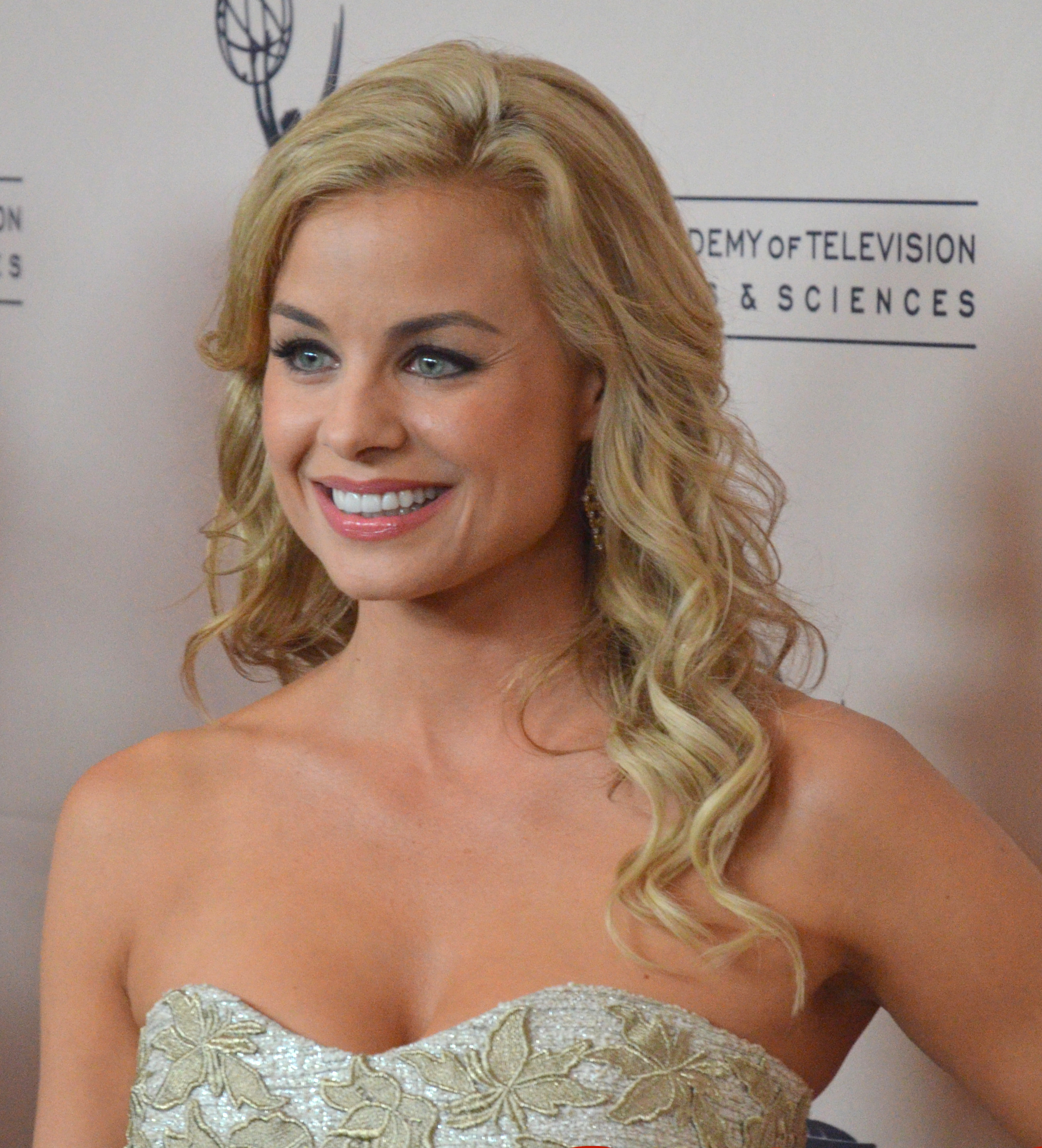
Jessica Collins (* 1971)

- Collins, Jim (* 1958), US-amerikanischer Manager
- Collins, Jimmy (1870–1943), US-amerikanischer Baseballspieler und -manager
- Collins, Joan (* 1933), britische Schauspielerin, Fotomodell und AutorinJoan Collins (* 1933)

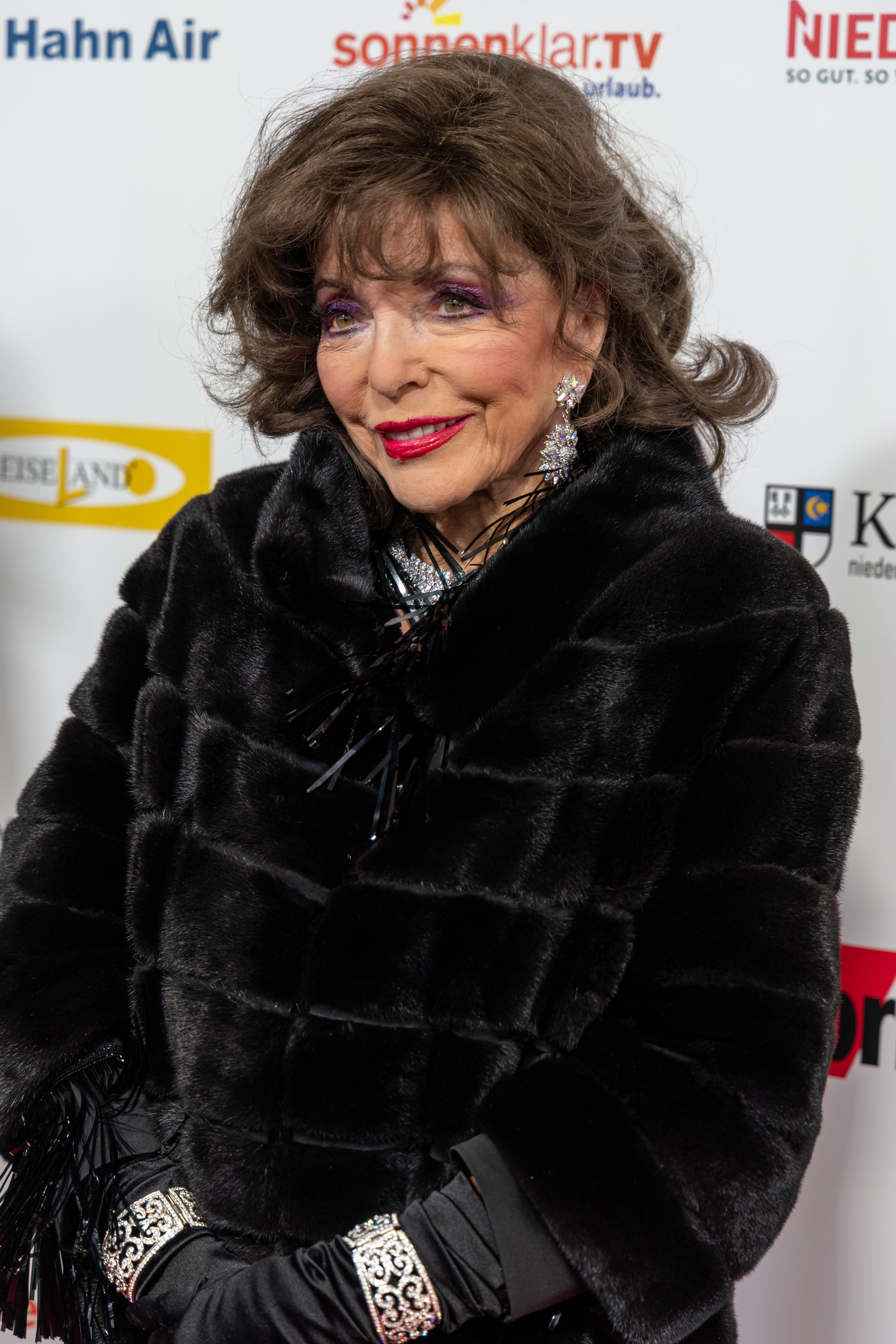
Joan Collins (* 1933)

- Collins, Joan (* 1961), irische Politikerin
- Collins, John (1625–1683), englischer Mathematiker
- Collins, John (1717–1795), US-amerikanischer Politiker
- Collins, John (1776–1822), US-amerikanischer Politiker und Gouverneur
- Collins, John (1913–2001), US-amerikanischer Jazzgitarrist
- Collins, John (* 1968), schottischer Fußballspieler und -trainer
- Collins, John (* 1997), US-amerikanischer Basketballspieler
- Collins, John Augustine (1899–1989), australischer Marineoffizier im Zweiten Weltkrieg
- Collins, John Clements (* 1949), britischer Physiker
- Collins, John H. (1889–1918), US-amerikanischer Drehbuchautor und Regisseur
- Collins, John J. (* 1946), irisch-US-amerikanischer Bibelwissenschaftler
- Collins, John S. (1837–1928), US-amerikanischer Quäker und Farmer der als einer der Gründer von Miami Beach gilt
- Collins, John W. (1912–2001), US-amerikanischer Schachspieler und -trainer
- Collins, Joyce (1930–2010), US-amerikanische Jazzpianistin, Sängerin und Musikpädagogin
- Collins, Judith (* 1959), neuseeländische Politikerin der New Zealand National Party
- Collins, Judy (* 1939), US-amerikanische Folksängerin und SongschreiberinJudy Collins (* 1939)

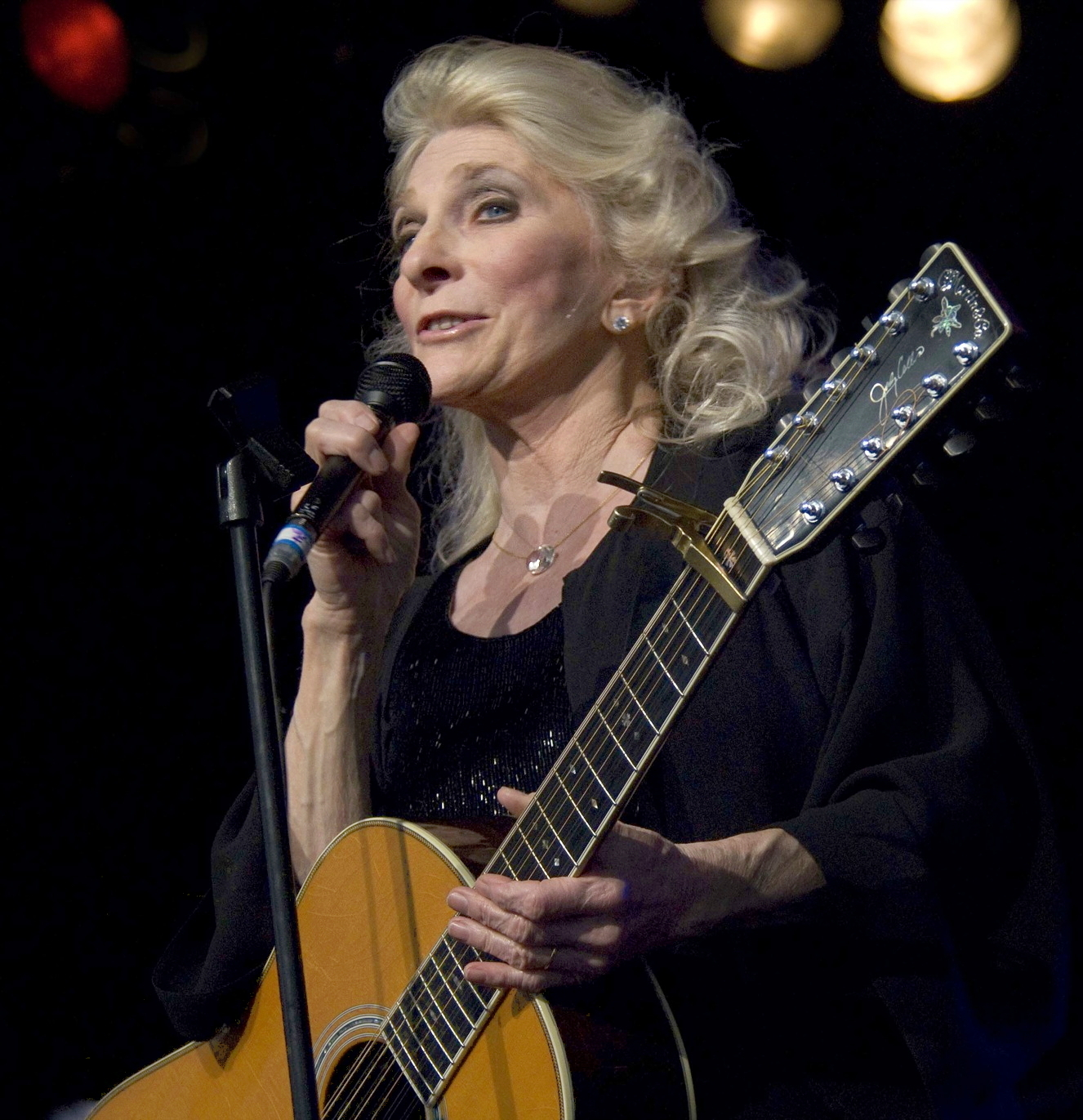
Judy Collins (* 1939)

- Collins, Junior (1927–1976), US-amerikanischer Jazz-Hornist

###### Collins, K
- Collins, Kaitlan (* 1992), US-amerikanische Journalistin und Fernsehmoderatorin
- Collins, Kathleen (1942–1988), US-amerikanische Schriftstellerin und Filmproduzentin
- Collins, Kelly (* 1965), US-amerikanischer Automobilrennfahrer
- Collins, Kenneth (* 1939), britischer Politiker (Labour Party), MdEP
- Collins, Kim (1962–2024), kanadischer Eishockeyspieler
- Collins, Kim (* 1976), Leichtathlet aus St. Kitts und Nevis
- Collins, Kyle (* 1988), englischer Fußballspieler mit Staatsbürgerschaft von St. Kitts und Nevis
- Collins, Kylie (* 2002), US-amerikanische Tennisspielerin

###### Collins, L
- Collins, La’el (* 1993), US-amerikanischer American-Football-Spieler
- Collins, Landon (* 1994), US-amerikanischer American-Football-Spieler
- Collins, Larry (1929–2005), US-amerikanischer Schriftsteller
- Collins, Larry (* 1944), US-amerikanischer Rockabilly-Musiker
- Collins, Lauren (* 1986), kanadische Filmschauspielerin
- Collins, Lawrence, Baron Collins of Mapesbury (* 1941), britischer Jurist
- Collins, Lee (1901–1960), US-amerikanischer Jazz-Trompeter und Bandleader des New Orleans Jazz
- Collins, LeRoy (1909–1991), US-amerikanischer Politiker, Gouverneur von Florida
- Collins, Lewis (1946–2013), britischer Schauspieler
- Collins, Lewis Preston (1896–1952), US-amerikanischer Politiker
- Collins, Lily (* 1989), britische Schauspielerin, Model, KolumnistinLily Collins (* 1989)

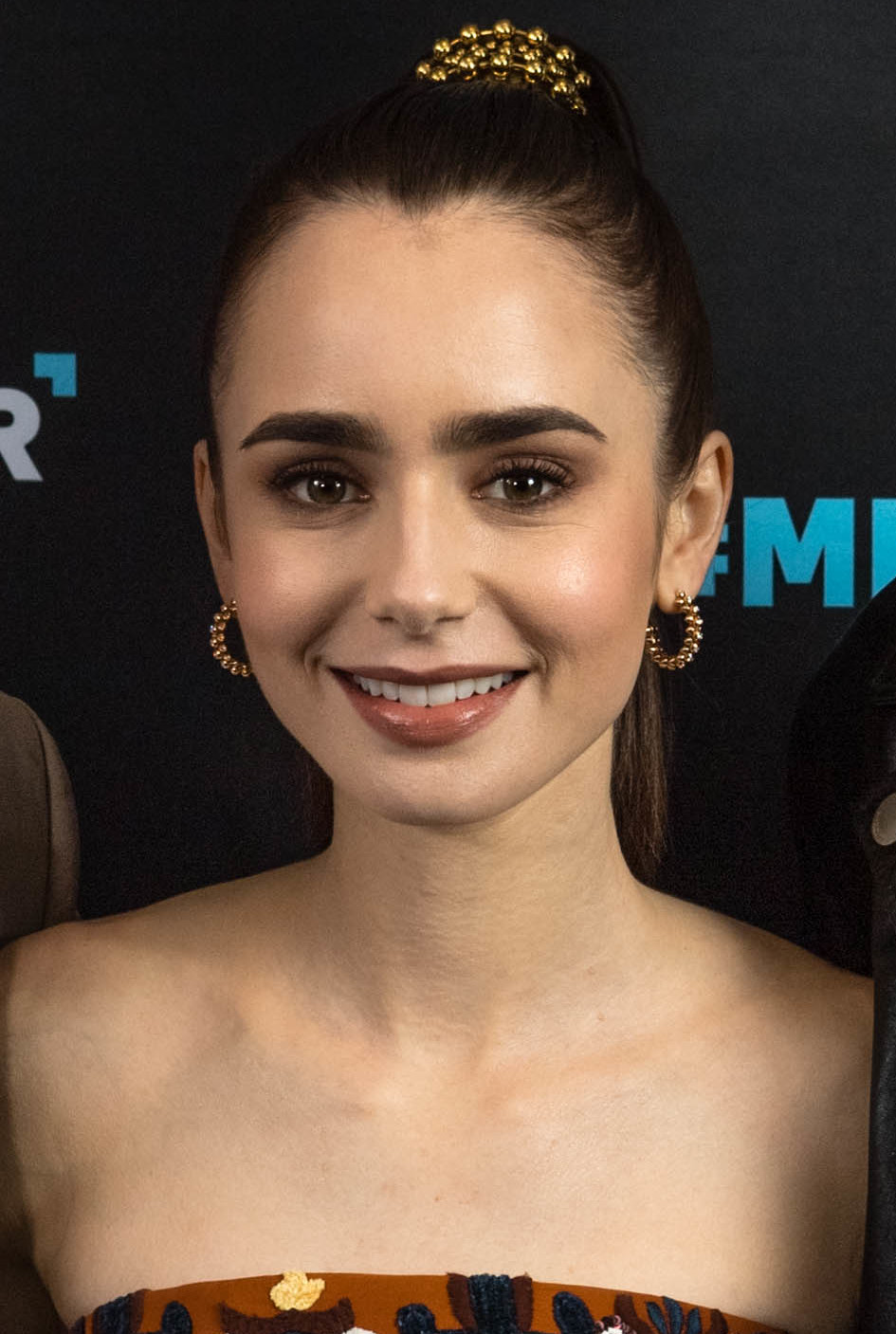
Lily Collins (* 1989)

- Collins, Lindsay, kanadische Schauspielerin
- Collins, Lindsey, US-amerikanische Produzentin für Animationsfilme
- Collins, Lorence G. (* 1931), US-amerikanischer Petrologe
- Collins, Lorrie (1942–2018), US-amerikanische Rockabilly-Sängerin
- Collins, Louis L. (1882–1950), US-amerikanischer Politiker
- Collins, Lyn (1948–2005), US-amerikanische Soulsängerin
- Collins, Lynn (* 1977), US-amerikanische Schauspielerin

###### Collins, M
- Collins, Mabel (1851–1927), englische Autorin, Theosophin, Anthroposophin und Tierschützerin
- Collins, Mac (1944–2018), US-amerikanischer Politiker
- Collins, Marc, deutscher Fotograf
- Collins, Marcus (* 1988), britischer Popsänger
- Collins, Margaret S. (1922–1996), US-amerikanische Entomologin
- Collins, Martha Layne (* 1936), US-amerikanische Politikerin
- Collins, Martin (* 1928), irischer Autor und Maler
- Collins, Mary (* 1940), kanadische Politikerin
- Collins, Maurice, irischer Jurist
- Collins, Max Allan (* 1948), US-amerikanischer Schriftsteller, Drehbuchautor und Comicautor
- Collins, Mel (* 1947), englischer Musiker
- Collins, Michael, irischer Politiker
- Collins, Michael, US-amerikanischer Astronom
- Collins, Michael (1890–1922), irischer Freiheitskämpfer
- Collins, Michael (1922–1979), britischer Schauspieler
- Collins, Michael (1930–2021), US-amerikanischer AstronautMichael Collins (1930–2021)

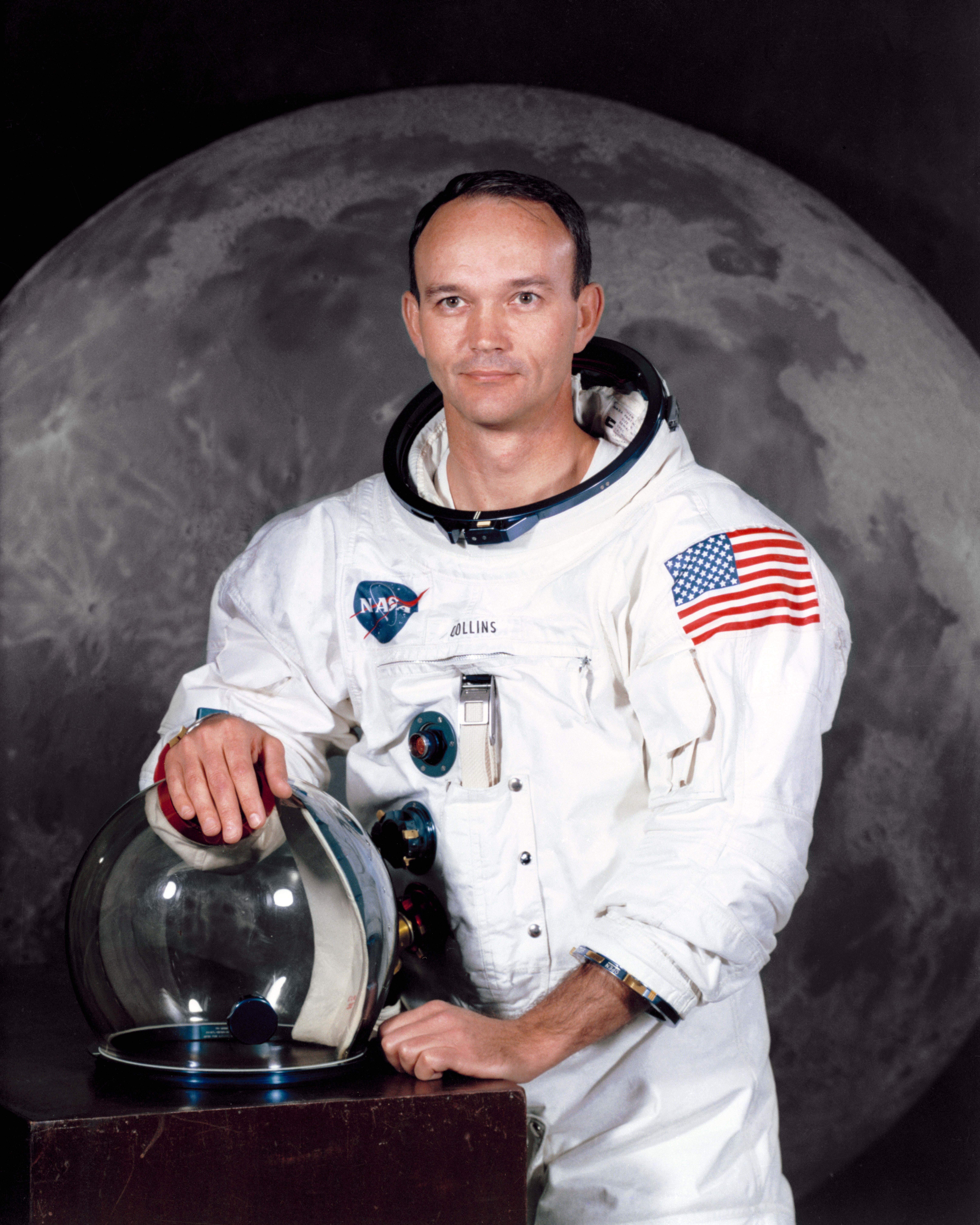
Michael Collins (1930–2021)

- Collins, Michael (1940–2022), irischer Politiker (Fianna Fáil)
- Collins, Michael (* 1953), irischer Diplomat
- Collins, Michael (* 1968), irischer Politiker
- Collins, Michelle (* 1971), US-amerikanische Leichtathletin
- Collins, Mick (1938–2015), britischer Jazztrompeter und Bandleader
- Collins, Mike (* 1967), US-amerikanischer Politiker
- Collins, Mike (* 1990), US-amerikanischer Eishockeyspieler
- Collins, Misha (* 1974), US-amerikanischer Schauspieler und RegisseurMisha Collins (* 1974)

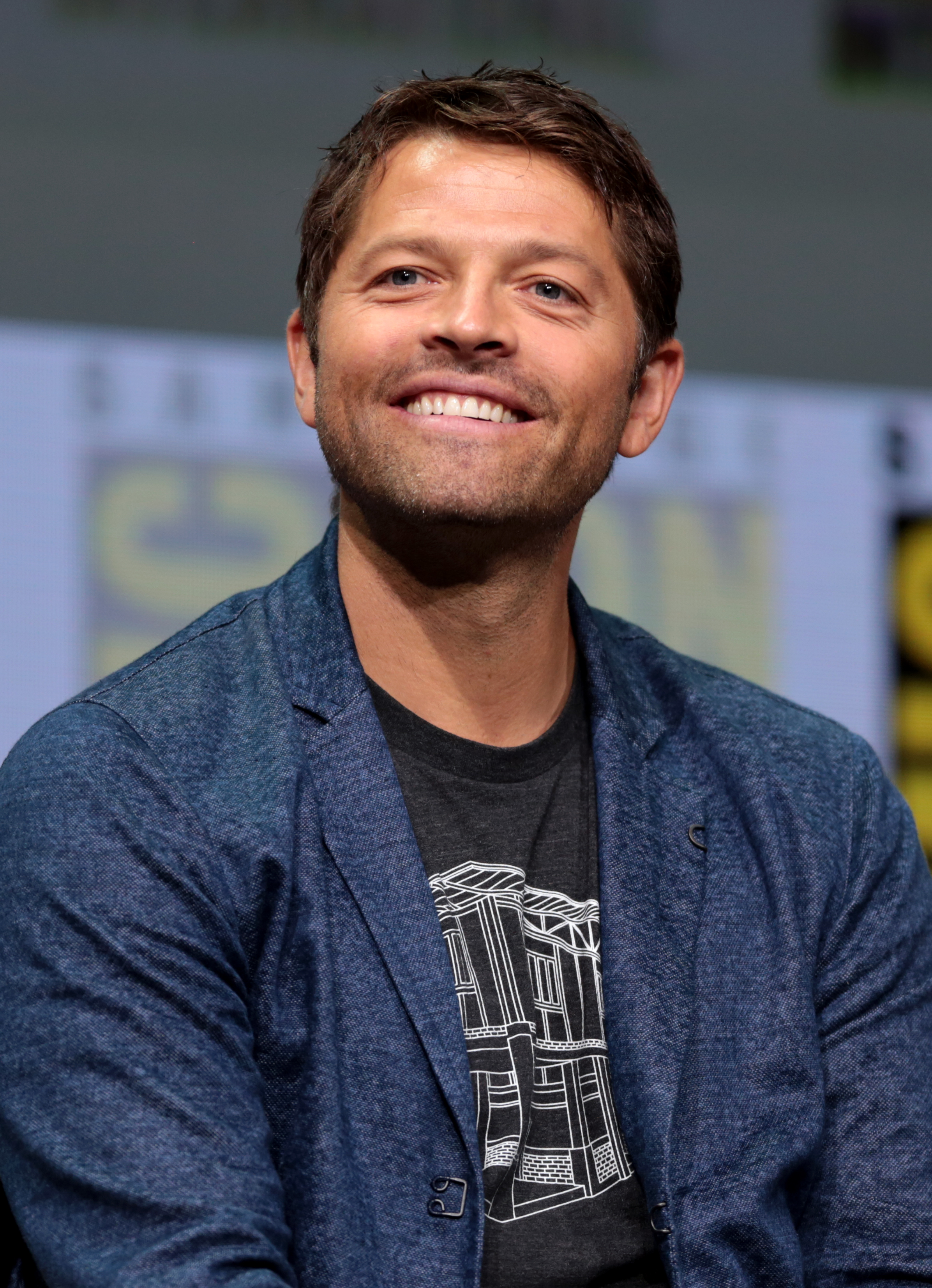
Misha Collins (* 1974)

- Collins, Mo (* 1965), US-amerikanische Schauspielerin

###### Collins, N
- Collins, Nancy A. (* 1959), US-amerikanische Schriftstellerin
- Collins, Neil (* 1948), irischer Politikwissenschaftler und Hochschullehrer
- Collins, Neill (* 1983), schottischer Fußballspieler und -trainer
- Collins, Niall (* 1973), irischer Politiker (Fianna Fáil)
- Collins, Nico (* 1999), US-amerikanischer American-Football-Spieler
- Collins, Nicolas (* 1954), amerikanischer Komponist, Klangkünstler und Improvisationsmusiker
- Collins, Nnamdi (* 2004), deutscher Fußballspieler

###### Collins, P
- Collins, Patricia Hill (* 1948), US-amerikanische Soziologin
- Collins, Patrick (1844–1905), US-amerikanischer Politiker
- Collins, Patrick (* 1951), US-amerikanischer Pornodarsteller, -regisseur und -produzent
- Collins, Paul (1926–1995), kanadischer Marathonläufer
- Collins, Pauline (* 1940), britische Theater- und Filmschauspielerin
- Collins, Peter (1931–1958), britischer Automobilrennfahrer
- Collins, Peter (1951–2024), britischer Musikproduzent
- Collins, Peter (* 1954), britischer Bahnsportler
- Collins, Peter (* 1958), britischer Geistlicher, römisch-katholischer Bischof von East Anglia
- Collins, Peter (* 1975), US-amerikanischer Ruderer
- Collins, Petra (* 1992), kanadische Fotografin, Schriftstellerin und Filmproduzentin
- Collins, Phil (* 1951), britischer Schlagzeuger, Sänger, Songwriter, Produzent und SchauspielerPhil Collins (* 1951)

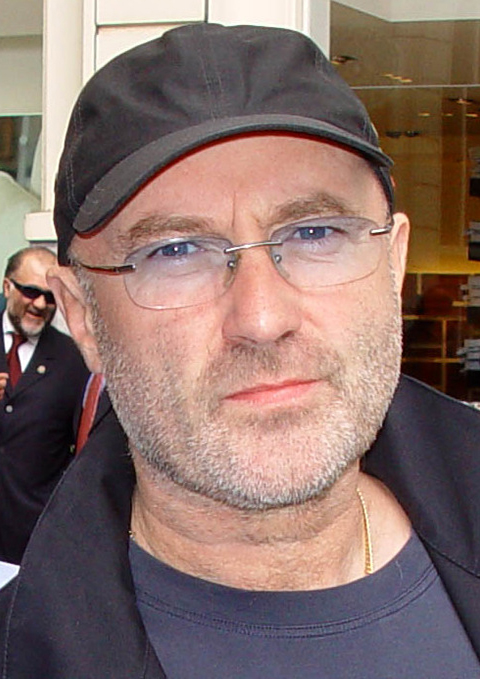
Phil Collins (* 1951)

###### Collins, Q
- Collins, Quinn (* 1983), US-amerikanischer Komponist

###### Collins, R
- Collins, Randall (* 1941), US-amerikanischer Soziologe
- Collins, Ray (1889–1965), US-amerikanischer SchauspielerRay Collins (1889–1965)

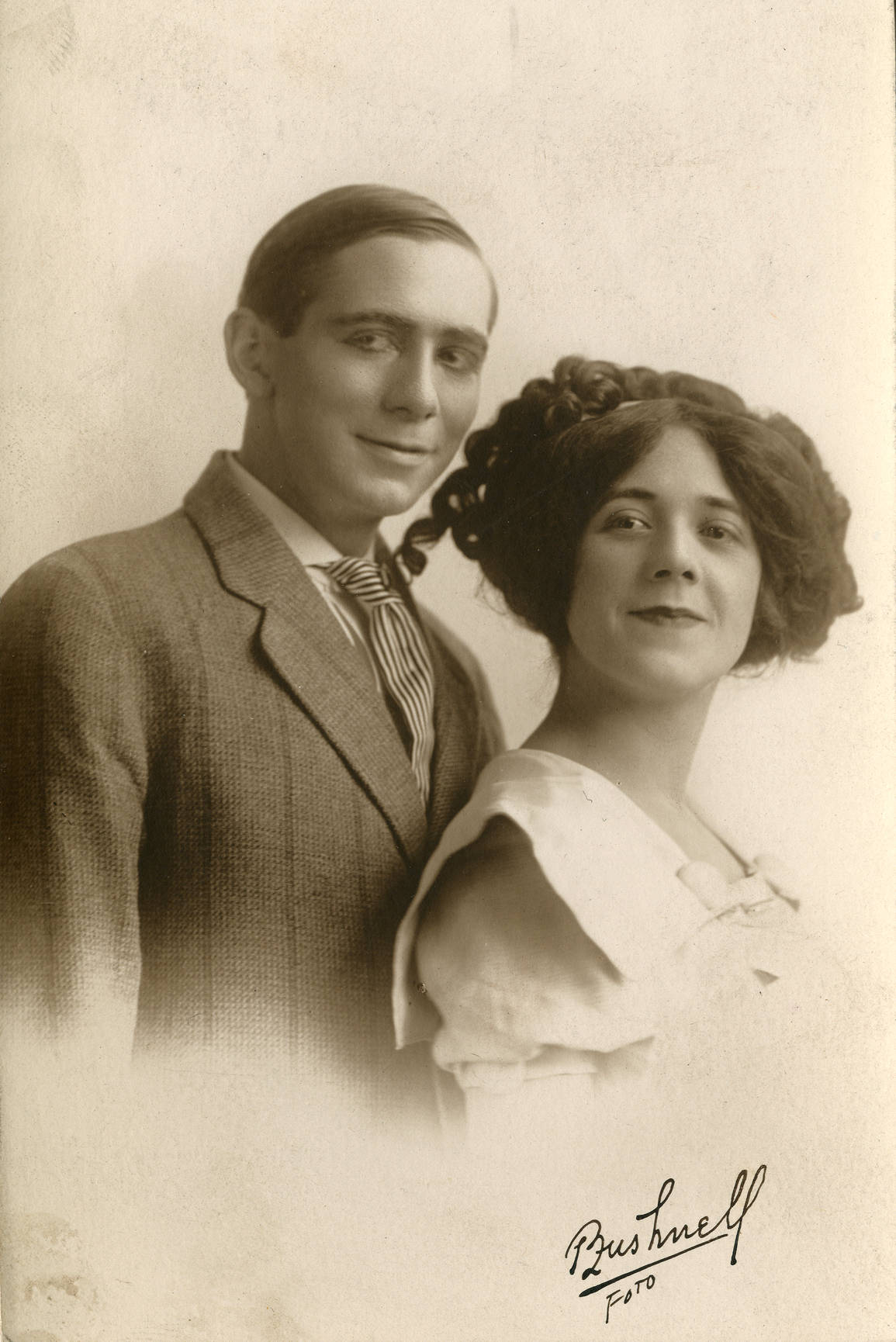
Ray Collins (1889–1965)

- Collins, Ray (1936–2012), US-amerikanischer Sänger
- Collins, Ray, Baron Collins of Highbury (* 1954), englischer Gewerkschafter und Politiker der Labour Party
- Collins, Richard C., US-amerikanischer Offizier, Generalmajor der US Air Force
- Collins, Richard Collins, Baron (1842–1911), britischer Jurist
- Collins, Richard J. (1914–2013), amerikanischer Drehbuchautor und Fernsehproduzent
- Collins, Rob (* 1978), kanadischer Eishockeyspieler und -trainer
- Collins, Roberta (1944–2008), US-amerikanische Schauspielerin und Model
- Collins, Roger (* 1949), britischer Mediävist
- Collins, Rory (* 1955), britischer Epidemiologe
- Collins, Ross A. (1880–1968), US-amerikanischer Politiker
- Collins, Rudy (1934–1988), US-amerikanischer Jazz-Schlagzeuger

###### Collins, S
- Collins, Sam (1887–1949), US-amerikanischer Blues-Sänger und Gitarrist
- Collins, Sam L. (1895–1965), US-amerikanischer Politiker
- Collins, Samuel (1619–1670), englischer Arzt und Leibarzt des russischen Zaren
- Collins, Samuel C. (1898–1984), US-amerikanischer Physiker
- Collins, Sandy (* 1958), US-amerikanische Tennisspielerin
- Collins, Seán (1918–1975), irischer Politiker
- Collins, Sean (* 1983), US-amerikanischer Eishockeyspieler
- Collins, Sean (* 1988), kanadischer Eishockeyspieler
- Collins, Shad (1910–1978), US-amerikanischer Jazz-Trompeter des Swing
- Collins, Shania (* 1996), liberianisch-US-amerikanische Sprinterin
- Collins, Shanna (* 1983), US-amerikanische Schauspielerin
- Collins, Sharon M. (* 1947), US-amerikanische Soziologin
- Collins, Shirley (* 1935), englische Folkmusikerin
- Collins, Simon (* 1976), kanadischer Sänger
- Collins, Stephen (* 1947), US-amerikanischer SchauspielerStephen Collins (* 1947)

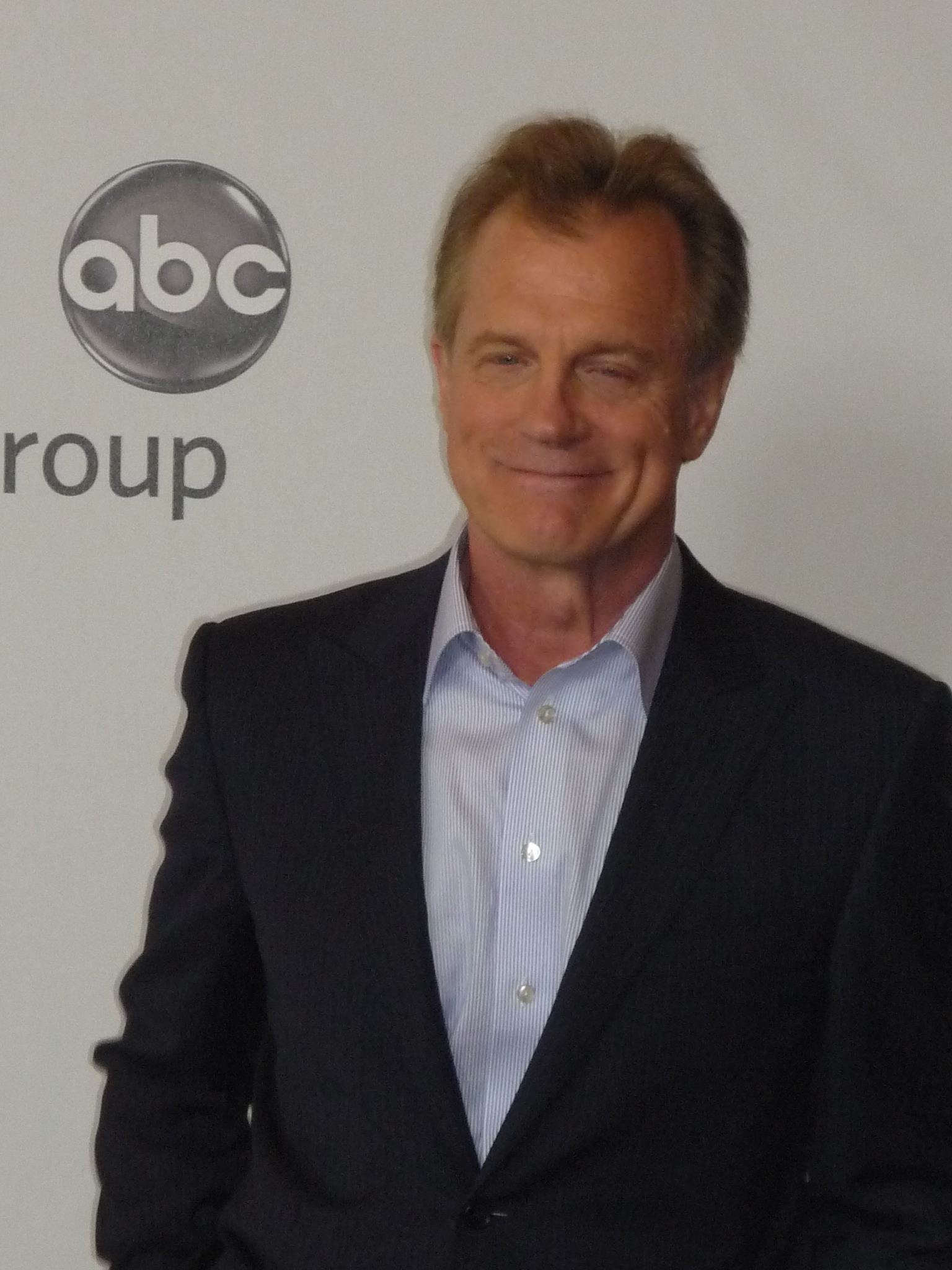
Stephen Collins (* 1947)

- Collins, Steve (* 1964), kanadischer Skispringer
- Collins, Steve (* 1964), irischer Boxer
- Collins, Susan (* 1952), US-amerikanische Politikerin, Senatorin der Republikanischen Partei für Maine
- Collins, Suzanne (* 1962), US-amerikanische Autorin und CartoonistinSuzanne Collins (* 1962)

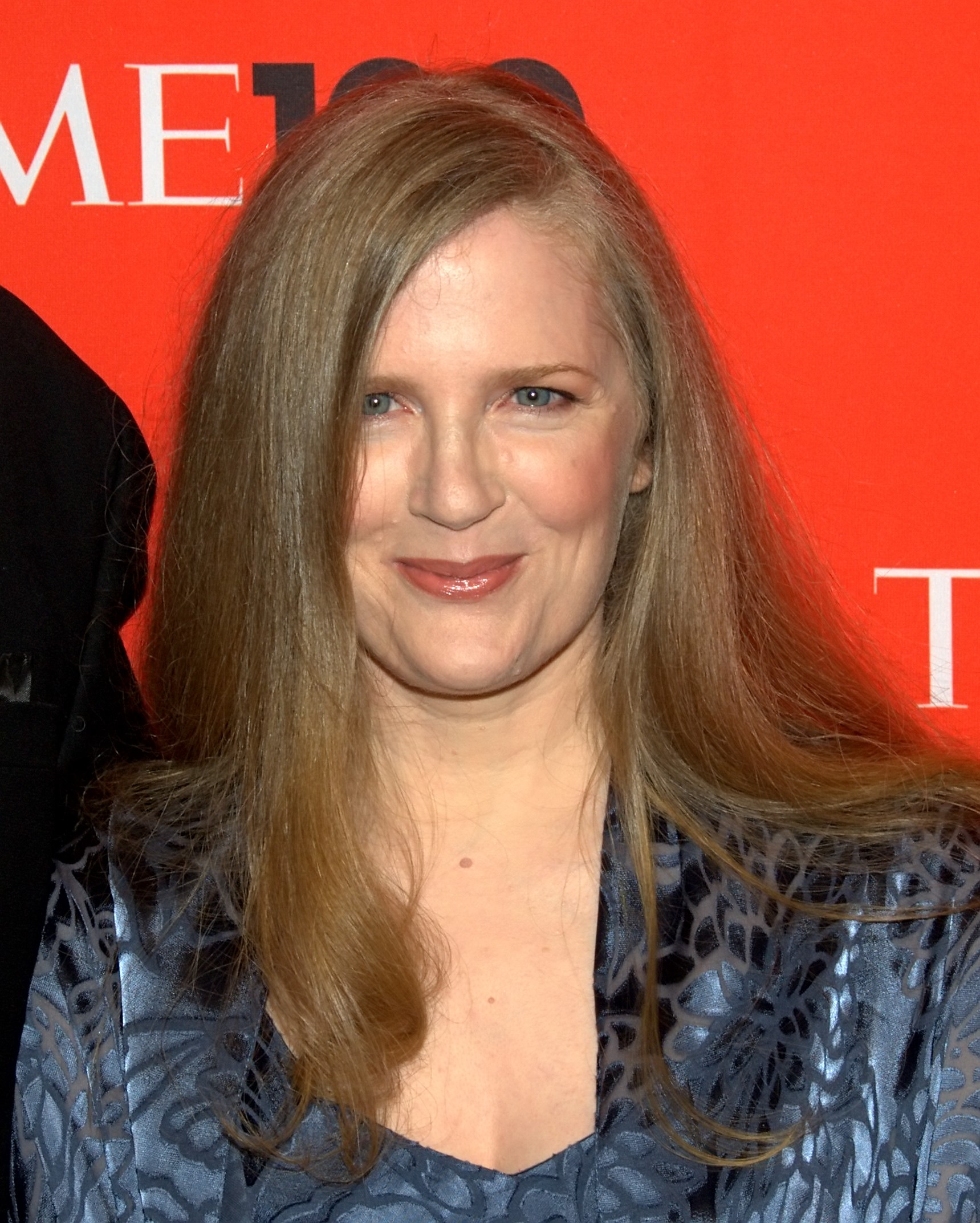
Suzanne Collins (* 1962)

- Collins, Sydney (* 1999), kanadisch-US-amerikanische Fußballspielerin

###### Collins, T
- Collins, Terry (* 1949), US-amerikanischer Baseballmanager
- Collins, Thomas (1732–1789), britisch-amerikanischer Rechtsanwalt und Politiker
- Collins, Thomas (1921–1996), kanadischer Physiker
- Collins, Thomas (* 1947), kanadischer Geistlicher, emeritierter römisch-katholischer Erzbischof von Toronto und Kardinal
- Collins, Thomas H. (* 1946), US-amerikanischer Admiral der US Coast Guard
- Collins, Tiarn (* 1999), neuseeländischer Snowboarder
- Collins, Tim (* 1977), amerikanischer Jazzmusiker (Vibraphon, Komposition)
- Collins, Timothy (* 1956), US-amerikanischer Unternehmer

###### Collins, V
- Collins, Victor, Baron Stonham (1903–1971), britischer Politiker der Labour Party

###### Collins, W
- Collins, Wilkie (1824–1889), britischer Schriftsteller und Verfasser der ersten „Mystery Thriller“
- Collins, William (1721–1759), britischer Dichter
- Collins, William (1788–1847), englischer Landschafts- und Genremaler
- Collins, William (1818–1878), US-amerikanischer Jurist und Politiker
- Collins, William Whitaker (1817–1879), britischer Ingenieur

###### Collins, Z
- Collins, Zach (* 1997), US-amerikanischer Basketballspieler
- Collins, Zaven (* 1999), US-amerikanischer American-Football-Spieler

###### Collins-L
- Collins-Levy, Jacob (* 1992), australischer Schauspieler

###### Collinso
- Collinson, James (1825–1881), englischer Maler
- Collinson, Jimmy (1876–1940), englischer Fußballspieler
- Collinson, John (1859–1901), britischer Offizier und Kolonialgouverneur
- Collinson, Madeleine (1952–2014), maltesische Schauspielerin und Model
- Collinson, Mary (1952–2021), maltesisch-britisches Model und Schauspielerin
- Collinson, Patrick (1929–2011), britischer Historiker
- Collinson, Peter (1694–1768), englischer Botaniker
- Collinson, Peter (1936–1980), britischer Filmregisseur
- Collinson, Richard (1811–1883), britischer Vizeadmiral

##### Collinu
- Collinus, Matthaeus (1516–1566), tschechischer Lehrer und Schriftsteller
- Collinus, Rudolfus (1499–1578), Schweizer Humanist; Weggefährte von Ulrich Zwingli

#### Collio
- Collio, Simone (* 1979), italienischer Leichtathlet
- Colliot, Raymond (1923–2007), französischer Radrennfahrer
- Colliot-Thélène, Catherine (1950–2022), französische Philosophin
- Colliot-Thélène, Jean-Louis (* 1947), französischer Mathematiker

#### Collip
- Collip, James (1892–1965), kanadischer Biochemiker

#### Collis
- Collis, Jack T. (1923–1998), US-amerikanischer Szenenbildner
- Collishaw, Raymond (1893–1976), britischer Militärpilot und Befehlshaber
- Collisi, Michaela (* 1984), deutsche Fußballspielerin
- Collison, Darren (* 1987), US-amerikanischer Basketballspieler
- Collison, Frank (* 1950), US-amerikanischer Schauspieler
- Collison, Harold, Baron Collison (1909–1995), britischer Politiker und Gewerkschaftsfunktionär
- Collison, Jack (* 1988), walisischer Fußballspieler
- Collison, John (* 1990), irischer Unternehmer
- Collison, Nick (* 1980), US-amerikanischer Basketballspieler
- Collison, Patrick (* 1988), irischer UnternehmerPatrick Collison (* 1988)

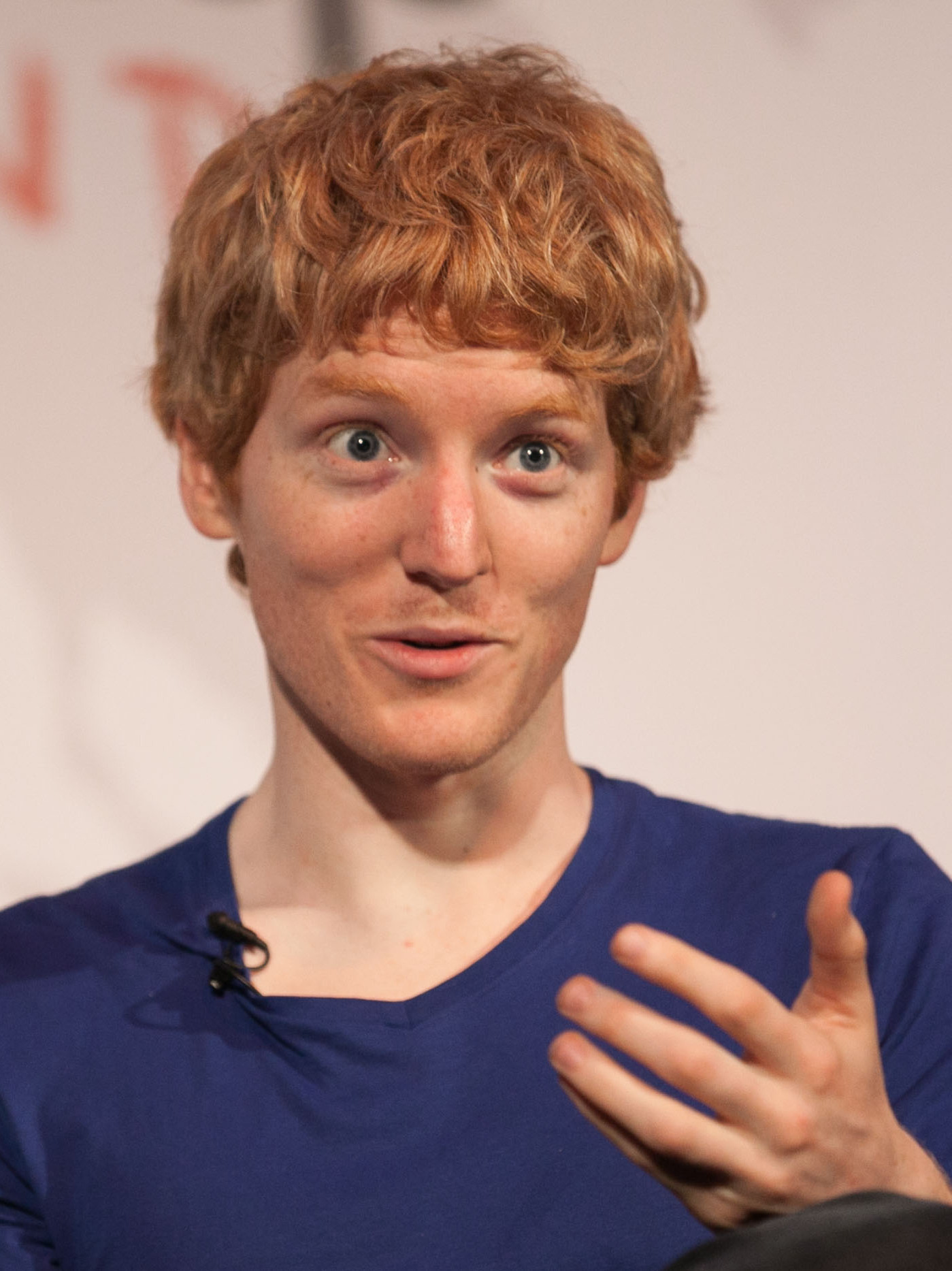
Patrick Collison (* 1988)

- Collister, Peter Lyons (* 1956), US-amerikanischer Kameramann

#### Collit
- Colliton, Jeremy (* 1985), kanadischer Eishockeyspieler
- Collitz, Hermann (1855–1935), US-amerikanischer Sprachwissenschaftler deutscher Herkunft

### Collm
- Collm, Maria (1901–1988), österreichische Schauspielerin, Sängerin und Diseuse
- Collman, James P. (* 1932), US-amerikanischer Chemiker
- Collmann, Alfred (1851–1937), österreichischer Maschinenbauer
- Collmann, Ferdinand (1762–1837), deutscher Maler und Hochschulprofessor
- Collmann, Hartmut (* 1942), deutscher Neurochirurg
- Collmann, Helmut (1918–1996), deutscher Maler und Grafiker
- Collmann, Helmut (* 1939), deutscher Politiker (SPD), MdL
- Collmann, Herwig (1915–2005), deutscher Flottillenadmiral (Marine der Bundeswehr), U-Boot-Kommandant im Zweiten Weltkrieg
- Collmann, Oswald (1845–1912), deutscher Bibliothekar, Lehrer, Philologe und Historiker
- Collmann, Ralf (* 1962), deutscher Fußballspieler
- Collmer, Paul (1907–1979), evangelischer Verleger und Vorsitzender des diakonischen Werkes in Württemberg
- Collmer, Sabine (1962–2014), deutsche Militärsoziologin
- Collmer, Thomas (1956–2023), deutscher Philosoph, Literaturwissenschaftler und Schriftsteller

### Colln
- Cölln, August von (1804–1865), deutscher evangelischer Generalsuperintendent
- Cölln, Detlef (1876–1961), deutscher Schulleiter und Schulbuchautor
- Cölln, Friedrich von (1766–1820), deutscher Verwaltungsjurist und nationalökonomischer Schriftsteller
- Cölln, Georg von (1837–1908), deutscher Kaufmann und Unternehmer
- Cölln, Ludwig Friedrich August von (1753–1804), deutscher evangelischer Geistlicher und Autor
- Cölln, Wilhelm von (1788–1866), preußischer Generalleutnant

### Collo
- Collo, Alberto (1883–1955), italienischer Schauspieler
- Colloca, Silvia (* 1977), italienische Schauspielerin
- Collodi, Carlo (1826–1890), italienischer Schriftsteller (Pinocchio)Carlo Collodi (1826–1890)

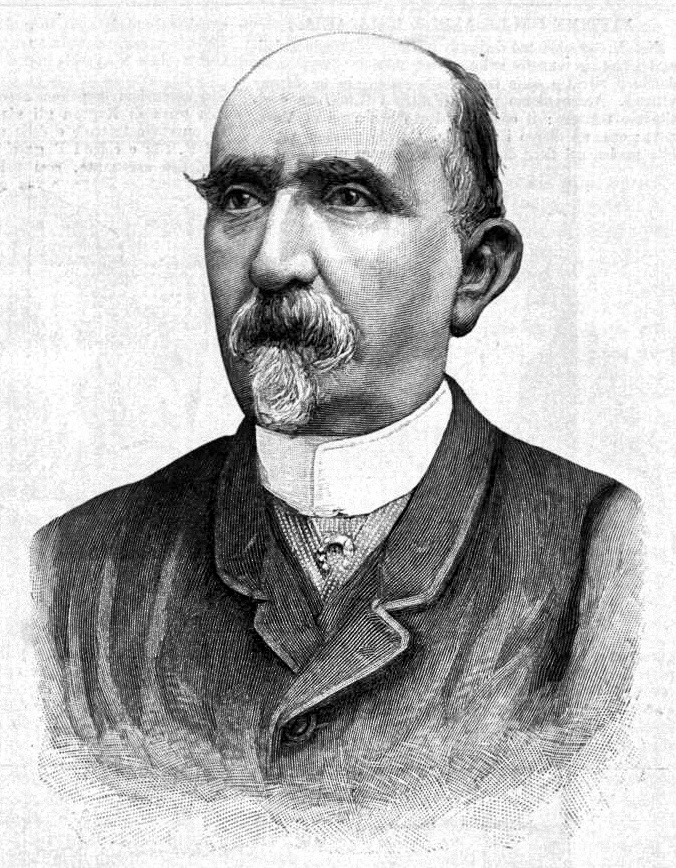
Carlo Collodi (1826–1890)

- Collodo, Oscar (* 1958), italienischer Rugbyspieler
- Collodo, Silvana (* 1940), italienische Mediävistin
- Collom, Rose E. (1870–1956), US-amerikanische Botanikerin
- Collomb, Bernard (1930–2011), französischer Autorennfahrer
- Collomb, Gérard (1947–2023), französischer Politiker, Mitglied der Nationalversammlung, Bürgermeister von Lyon
- Collomb, Giorgia (* 2006), italienische Skirennläuferin
- Collomb, Jean (1922–2013), französischer Kameramann und Kurzfilmregisseur
- Collomb, Marc (* 1953), Schweizer Architekt und Universitätsprofessor
- Collomb-Patton, Jonathan (* 1979), französischer Snowboarder
- Collomb-Patton, Loïc (* 1986), französischer Freestyle- und Freeride-Skisportler
- Collombin, Roland (* 1951), Schweizer SkirennfahrerRoland Collombin (* 1951)

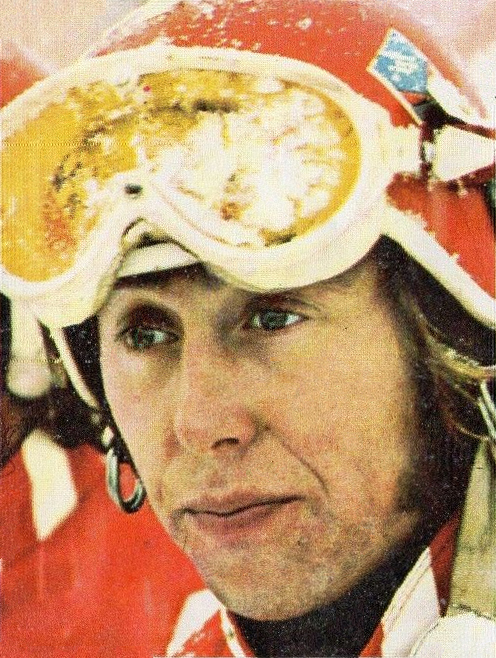
Roland Collombin (* 1951)

- Collombon, Alix (* 1993), französische Tennis- und Padelspielerin
- Collomp, Joseph (1865–1946), französischer Politiker
- Collon, Albert, belgischer Eishockeyspieler
- Collon, Dominique (* 1940), britische Vorderasiatische Archäologin und Museumskuratorin
- Collon, Patrick (* 1942), belgischer Orgelbauer
- Collonge, Jeanne (* 1987), französische Triathletin
- Collonvillé, Marie (* 1973), französische Leichtathletik-Mehrkämpferin
- Collopy, James, US-amerikanischer Pokerspieler
- Collor de Mello, Fernando (* 1949), brasilianischer Politiker, Präsident Brasiliens (1990–1992)
- Collor, Lindolfo Leopoldo (1931–2005), brasilianischer Diplomat
- Colloredo, Anton von (1707–1785), k.k. Feldmarschall und Großprior des Malteserordens
- Colloredo, Franz de Paula Karl von (1736–1806), österreichischer Kabinetts- und Konferenzminister
- Colloredo, Hieronymus von (1582–1638), österreichischer kaiserlich-königlich Kämmerer aus der Asquinischen Linie
- Colloredo, Hieronymus von (1674–1726), Herr von Colloredo und Walsee, Vizegraf zu Mels, Marchefe di San Sophia sowie Herr der Herrschaften Opočno und Tloßkau in Böhmen, wirklicher geheimer Rat, Kämmerer, Hofmarschall, Statthalter in Mähren, Gouverneur von Mailand
- Colloredo, Hieronymus von (1732–1812), Erzbischof von SalzburgHieronymus von Colloredo (1732–1812)

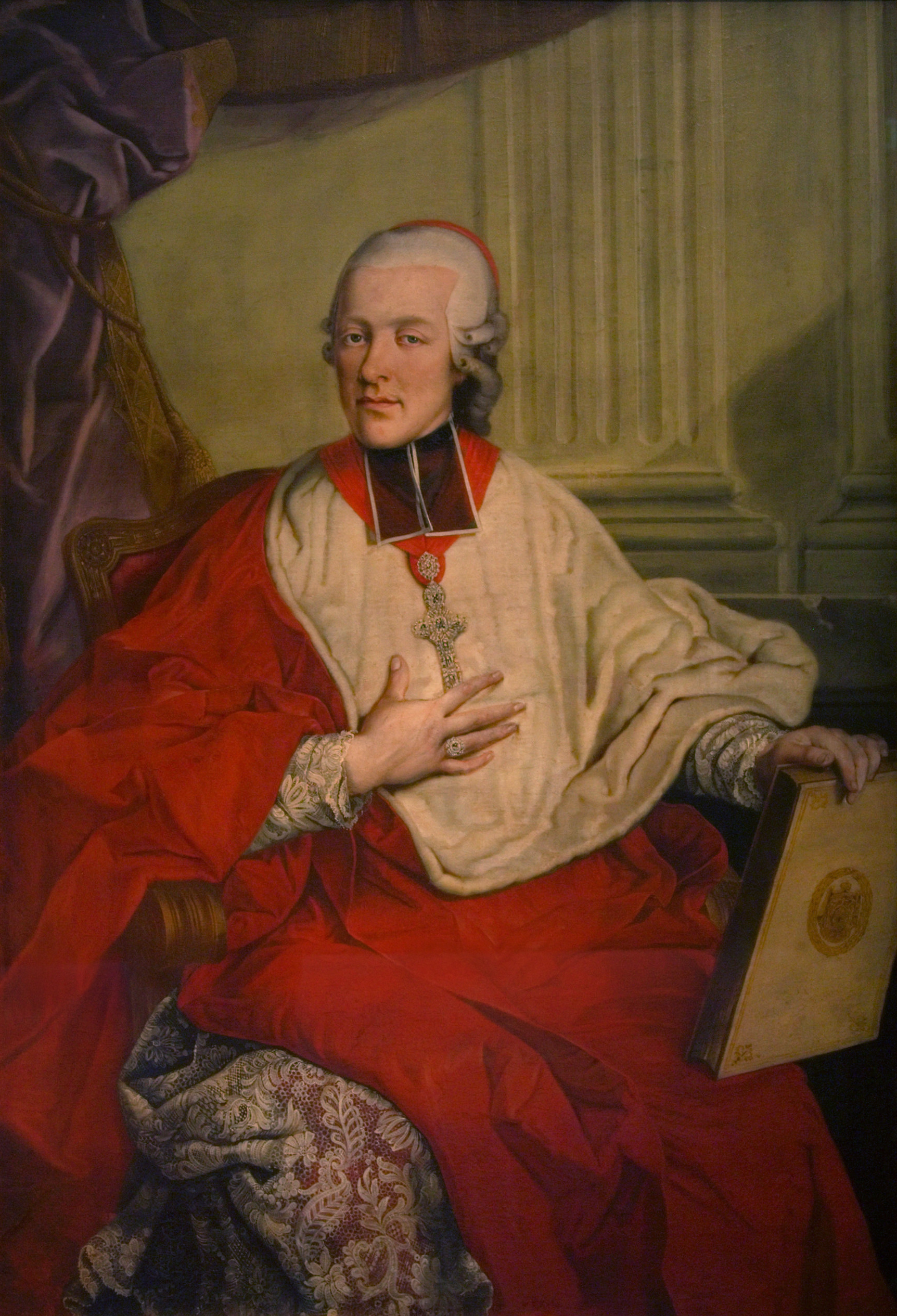
Hieronymus von Colloredo (1732–1812)

- Colloredo, Johann Baptist von (1598–1649), kaiserlicher und venezianischer General
- Colloredo, Joseph von (1735–1818), österreichischer Minister und General
- Colloredo, Karl von (1718–1786), Feldmarschall-Lieutenant, Inhaber des k. k Infanterie-Regiments Nr. 40, Diplomat
- Colloredo, Leandro (1639–1709), italienischer Geistlicher und Kardinal der Römischen Kirche
- Colloredo, Rudolf von (1585–1657), böhmischer Adliger, Kaiserlicher Rat, Feldmarschall und Gouverneur von Prag
- Colloredo, Rudolph Joseph von (1706–1788), Reichsvizekanzler des Heiligen Römischen Reiches
- Colloredo, Sebastian (* 1987), italienischer Skispringer
- Colloredo, Theodor Anton von (1729–1811), Erzbischof von Olmütz; Kardinalpriester der Römisch-Katholischen Kirche
- Colloredo, Wenzel Joseph von (1738–1822), österreichischer Feldmarschall
- Colloredo-Mannsfeld, Ferdinand von (1777–1848), österreichischer Diplomat, Unternehmer und Politiker, Landtagsabgeordneter
- Colloredo-Mannsfeld, Franz de Paula Gundaccar II. von (1802–1852), österreichischer Feldmarschalleutnant
- Colloredo-Mannsfeld, Franz de Paula Gundaker von (1731–1807), Reichsvizekanzler des Heiligen Römischen Reiches
- Colloredo-Mannsfeld, Hieronymus Ferdinand Rudolf von (1842–1881), österreichischer Politiker
- Colloredo-Mannsfeld, Josef Franz Hieronymus von (1813–1895), österreichischer Staatsmann
- Colloredo-Mansfeld, Hieronymus von (1775–1822), österreichischer General in den Koalitionskriegen
- Colloredo-Mels, Philipp von (1779–1864), Profess-Großkreuz-Bailli des Souveränen Malteserordens
- Colloredo-Waldsee, Franz de Paula von (1799–1859), österreichischer Diplomat
- Collorio, Felix (1895–1965), deutscher Ingenieur und Hochschullehrer
- Colloseus, Heinrich (1872–1950), deutscher Chemiker und Industrieller
- Collot d’Herbois, Jean-Marie († 1796), französischer RevolutionärJean-Marie Collot d’Herbois († 1796)

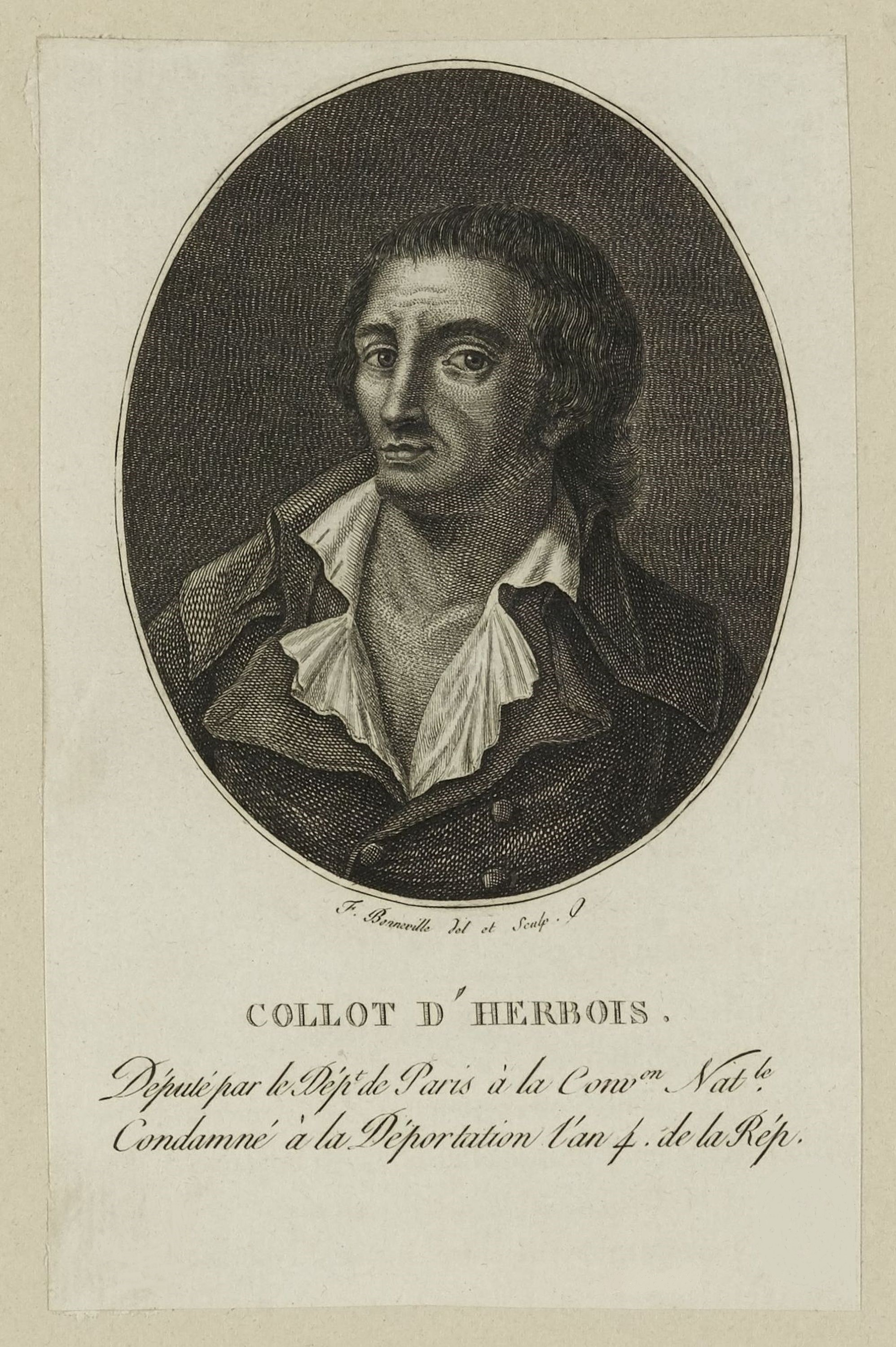
Jean-Marie Collot d’Herbois († 1796)

- Collot d’Herbois, Liane (1907–1999), englische Malerin, Maltherapeutin, Begründerin der Licht-Finsternis-Farb-Therapie
- Collot, Hervé (1932–2025), französischer Fußballspieler und -trainer
- Collot, Jean-François-Henri (1716–1802), französischer Autor und Enzyklopädist
- Collot, Marie-Anne (1748–1821), französische Bildhauerin
- Collot, Otto (1865–1936), deutscher Theater- und Stummfilmschauspieler
- Collovati, Fulvio (* 1957), italienischer Fußballspieler

### Collu
- Collum, Christian (* 1943), deutscher Kirchenmusiker
- Collum, Herbert (1914–1982), deutscher Organist und Professor für Cembalo
- Collum, Vera (1883–1957), britische Journalistin, Suffragette, Anthropologin, Radiologin und Autorin
- Collum, William (* 1979), schottischer Fußballschiedsrichter
- Collumb, Michael (* 1989), schottischer Snookerspieler
- Collura, Paolo (1914–1997), italienischer Paläograph, Diplomatiker

### Colly
- Collyer, Homer Lusk (1881–1947), US-amerikanischer Zwangsneurotiker
- Collyer, Jaime (* 1955), chilenischer Schriftsteller
- Collyer, Langley (1885–1947), US-amerikanischer Zwangsneurotiker
- Collyer, Laurie (* 1967), US-amerikanische Filmregisseurin und Drehbuchautorin
- Collyer, Mary († 1762), englische Schriftstellerin und Übersetzerin
- Collyer, Nora (1898–1979), kanadische Malerin
- Collyer, Robin (* 1949), britisch-kanadischer Fotograf und Bildhauer
- Collymore, Stan (* 1971), englischer FußballspielerStan Collymore (* 1971)

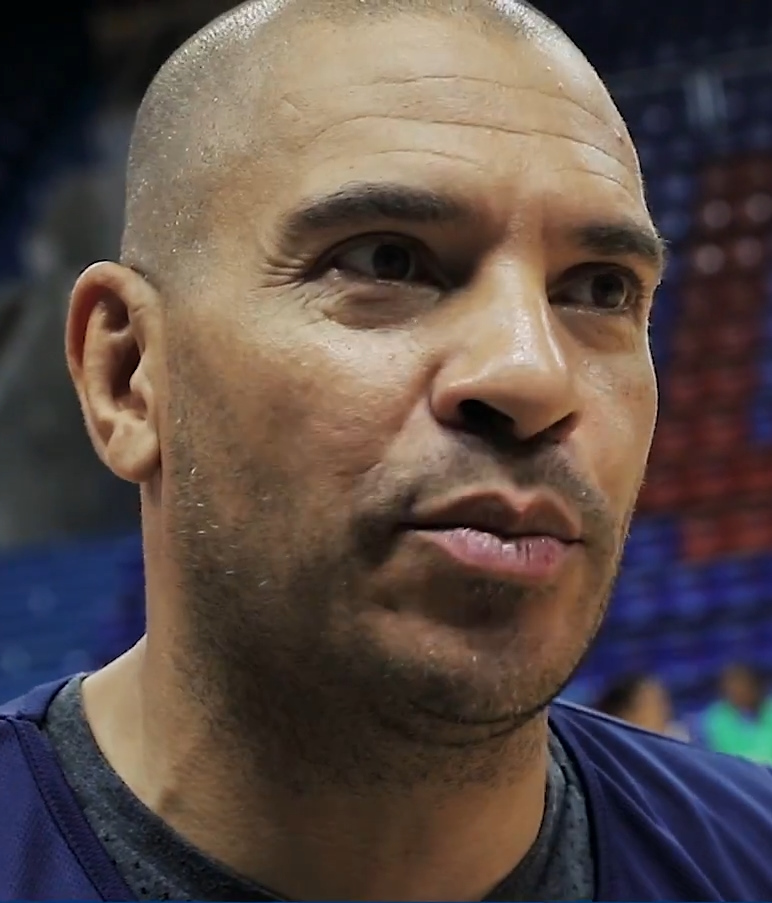
Stan Collymore (* 1971)